# Список высших японских офицеров, интернированных в СССР

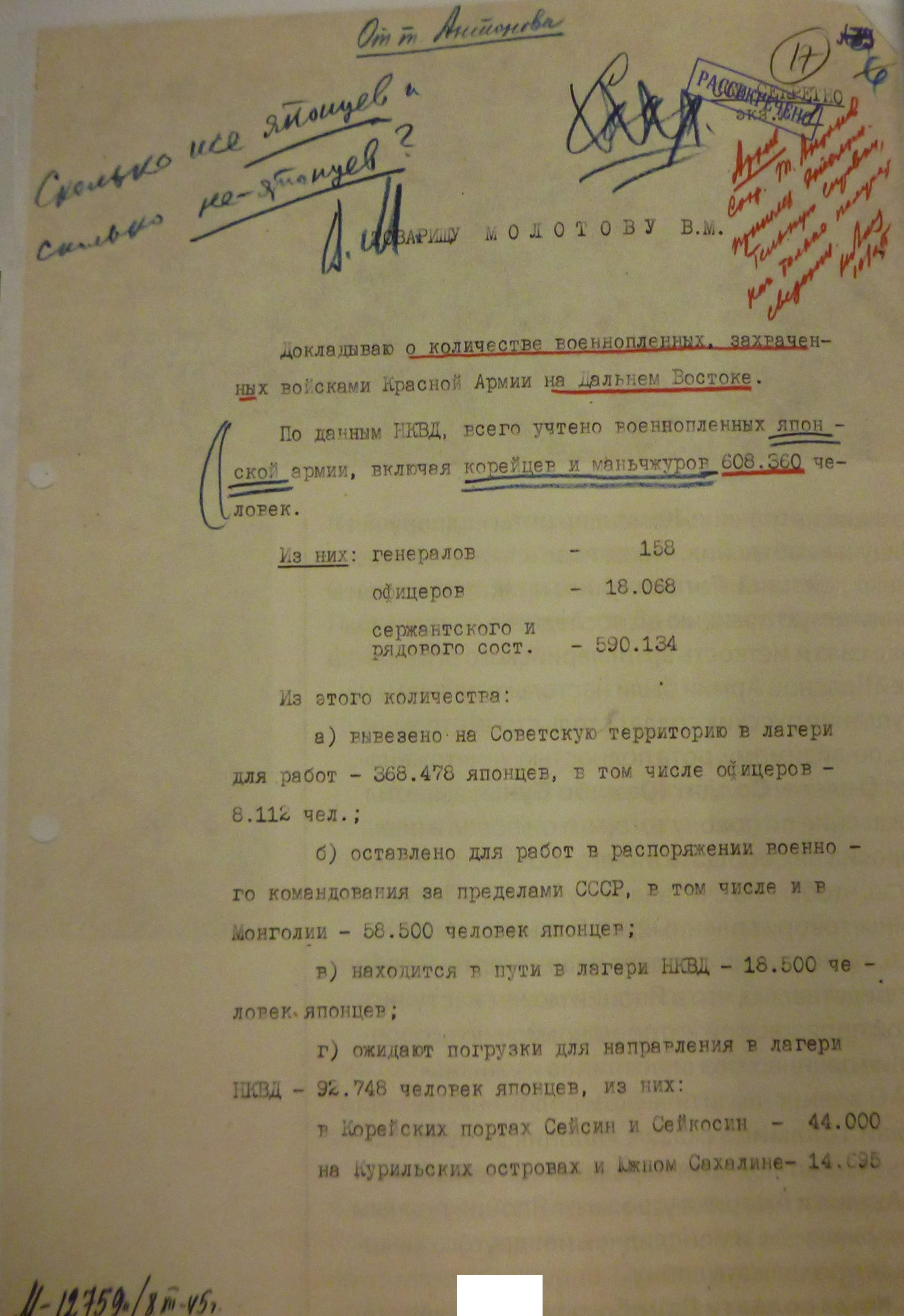
Докладная записка от 8 декабря 1945 года начальника советского Генштаба А. И. Антонова В. М. Молотову о количестве японских военнопленных. В углу пометка Молотова "Сколько же японцев, сколько не-японцев? В. М. "

Точное количество высших японских офицеров, находившихся в плену в после советско-японской войны до сих пор окончательно не определено. В декабре 1945 года начальник Генштаба А. И. Антонов сообщал В. М. Молотову о 158 пленных генералах (см. иллюстрацию). Известно, что во время подготовки Токийского трибунала на «спецобъекте № 45» в Хабаровске содержались 170 генералов Квантунской армии. Другие источники приводят ещё более высокую цифру ― «одних генералов 180 человек». В «Справке о количестве военнопленных бывшей японской армии, взятых в плен советскими войсками в 1945 году», подготовленной 18 октября 1956 года МВД СССР для министерства иностранных дел речь идёт 163 генералах. Наиболее точный подсчёт произведён современными исследователями на основании архивов. Общее число пленных генералов армии Японии и союзных армий Маньчжоу-го и Мэнцзяна составило 195 японцев и 45 лиц других национальностей, всего 240 человек (возможно, число несколько завышено, так как включает высших государственных сановников Маньчжоу-го, чьи должности были приравнены генеральскому званию).

## Список высших офицеров Японской императорской армии
1. Абэ Коити[яп.] (яп. 安部孝一, 16.11.1892— 27.10.1977) — генерал-лейтенант (19.05.1944[5]), тогда же назначен командиром 107-й пехотной дивизии, оборонявшей Аршан, взят в плен войсками Забайкальского фронта у города Чанчунь. 6 апреля 1950 арестован в лагере военнопленных. 25 мая 1950 года осуждён Военным трибуналом ДВО по статье 58, п. 6 УК РСФСР на 25 лет ИТЛ[6] за «организацию перебросок диверсантов и разведчиков в пределы СССР»[7]. Освобождён в декабре 1956 года. Реабилитирован 3 ноября 1997 года[6].
2. Акасика Тадаси[яп.] (яп. 赤鹿理, 4.07.1888—1.08.1958[8]) — генерал-лейтенант (17.08.1942), с 20 января 1945[9] командир 122-й пехотной дивизии 1-го фронта Квантунской армии. В плену с августа 1945. Находился на спецобъекте № 45 УМВД по Хабаровскому краю в г. Хабаровске. Освобождён 16.12.1948, репатриирован 25.12.1948[7][9].
3. Акикуса Сюн (яп. 秋草 俊, 8.04.1894—22.03.1949), генерал-майор, глава японской военной миссии в Харбине. 15 августа 1945 арестован СМЕРШ 1-го Дальневосточного фронта. 14 октября привезён во внутреннюю тюрьму НКГБ СССР на Лубянке, в мае 1947 переведён в Лефортовскую тюрьму. 30 декабря 1948 ОСО МГБ СССР по ст. 58-6, 58-11 УК РСФСР приговорило его к 25 годам тюрьмы. Срок отбывал во Владимирской тюрьме. Скончался в заключении, похоронен во Владимире[b].
4. Акияма Ёситака (яп. 秋山義隆, 18.12.1891—29.03.1946[c]) — генерал-лейтенант (29.10.1943), с 16 октября 1944 года старший военный советник Маньчжоу-Го[12][14], доставлен в лагерь близ села Воронеж под Хабаровском. 6 ноября перевезён на «спецобъект 45-20» краевого УНКВД (ул. Сапёрная, 27) для подготовки в качестве свидетеля на Международном военном трибунале в Токио, покончил с собой, связав себе ноги и укрепив удавку на кровати. Похоронен в Хабаровске[13].
5. Акияма Хийдзу ? (秋山秀 ?, あきやま ひいず, 1891—?), генерал-майор, командир 1-й пехотной дивизии армии Маньчжоу-Го. 28 августа 1945 года взят в плен войсками 1-го Дальневосточного фронта. 20 марта 1950 года включен в список подлежащих репатриации на родину[7][15][16][d]
6. Ано Ясумити (яп. 阿野安理, 23.05.1894—7.10.1980), генерал-майор (10.06.1945), командир 1-й отдельной танковой бригады 3-го фронта Квантунской армии. В августе 1945 попал в плен к войскам Забайкальского фронта. В 1950 году репатриирован в Японию[7][19][20][e].
7. Аоки Юдзуру (яп. 青木 謙, 19.11.1890—12.09.1966), генерал-майор (10.06.1945), начальник вооружения 4-й армии. С августа 1945-го в советском плену. В 1950 году репатриирован в Японию[7][16][20][21].
8. Арима Торао ? (有馬 虎雄, 1890—?), генерал-майор, начальник железнодорожных учреждений. С августа 1945-го в советском плену. В 1950 году передан властям КНР[7][16][22][f].
9. Аримура Цунэмити (яп. 有村恒道, 28.11.1888—2.05.1949), генерал-майор (15.07.1938), командующий округом Кайсю (района Ханжоу). 29 августа 1945 попал в плен к войскам 1-го Дальневосточного фронта. 2 мая 1949 года умер в лагерной больнице № 1893 МВД СССР на станции Хор Хабаровского края, умер 1.05.1949 г. Причина смерти — кровоизлияние в мозг[7][23][24].
10. Ацуми Сабуро (яп. 熱海三郎, 19.12.1892—10.08.1969), генерал-майор (1.03.1944), начальник арсенала города Мукден[7], по японским данным 1 августа 1945 назначен главой Специального агентства в Мукдене[25]. В августе 1945 попал в плен к войсками Забайкальского фронта. 6 апреля 1950 арестован в лагере военнопленных, 5 июня 1950 по по ст. 58-6 УК РСФСР Военным трибуналом ДВО приговорён к 25 годам ИТЛ, как «организатор переброски разведчиков и диверсантов на территорию СССР»[7]. Реабилитирован Военной Прокуратурой ДВО 3 ноября 1997[7][16][22][26][g].
11. Барчугит Батмалаптан[яп.] (кит. 巴特拉玛布坦, 15.01.1900—31.05.1949), монгол по национальности, генерал-лейтенант (1933) японской армии в отставке, состоял при правительстве Маньчжоу-Го. Умер в плену 31.05.1949 года от кровоизлияния в мозг[4]. Похоронен в Хабаровске[27].
12. Гото Сигеру (後藤 茂?, 後藤 蕃?, 後藤 繁?, 1890—?) — генерал-майор. С августа 1945-го в советском плену. В 1950 году репатриирован в Японию[7][20][h].
13. Гото Сюндзо (яп. 後藤俊蔵, 22.05.1894—1.11.1952), генерал-майор (10.06.1945), одновременно 10 июня 1945 назначен командиром 134-й отдельной смешанной бригады 3-го фронта Квантунской армии[28]. С августа 1945-го в советском плену. В 1950 году репатриирован на родину, через 2 года скончался[7][20][29].
14. Датэ Дзюро ? [Дзиро 次郎 ?] (1887 — ?), генерал-майор, заместитель начальника юнкерского училища в Синьцзине[30]. С августа 1945-го в советском плену. В 1950 году освобождён и репатриирован в Японию[7][20]
15. Дои Садасити (яп. 土井定七, 31.03.1889—24.03.1968), генерал-майор (01.03.1945), с 31.07.1944 по 19.03.1945 — командир 69-й отдельной смешанной бригады, с 19.03.1945 командир 4-й отдельной смешанной бригады 5-го фронта Квантунской армии (в советским документах упоминаются оба места службы[31]). 1.9.1945 взят в плен войсками 2-го Дальневосточного фронта на о. Шикотан (Курильские о-ва). В 1950 году репатриирован на родину[7][20][32][33].
16. Ёсиока Ясунао[яп.] или Иосика Ясунао (яп. 吉岡 安直, 1.11.1890—30.11.1947)[13] — генерал-лейтенант (декабрь 1942), военный атташе Японии в Маньчжурии, советник императора. Задержан на аэродроме Мукден (по другим сведениям взят в плен войсками Забайкальского фронта в г. Чанчунь), был под следствием на Лубянке по подозрению в шпионаже, 30 ноября 1947 умер в больнице, похоронен на Донском кладбище в Москве.
17. Иваи Бунго (磐井文五 ?, 1890—?), генерал-майор Японской армии. Начальник штаба Сунгарийской речной флотилии[34]. Взят в плен в августе 1945. В 1950 году репатриирован в Японию[7][35][i].
18. Иваи Торадзиро[яп.] (яп. 磐井虎二郎 9.01.1889—16.11.1981), генерал-лейтенант (14.07.1944), одновременно 14 июля 1944 назначен командиром 108-й пехотной дивизии 3-го фронта Квантунской армии. С августа 1945 в советском плену. Репатриирован в Японию в 1950-м[7][38][39].
19. Игава Тадахико (яп. 井川忠彦 ?—?) — генерал-майор, командующий полковым участком Сингисю[31].
20. Иида Сёдзиро (яп. 飯田祥二郎, 8.08.1888—23.01.1980) — генерал-лейтенант (август 1939), с 27 июля 1945 командующий 30-й армией 3-го фронта Квантунской армии, в 1945 году взят в плен войсками Забайкальского фронта. Содержался на спецобъекте № 30 УНКВД по Читинской области на станции Молоковка. 17 апреля 1950 года вернулся в Японию[7].
21. Иимори Сигато (飯森繁太 ? 1906—?), генерал-майор[31], судья высшего суда города Чанчунь[7], по другим сведениям Высший судья Верховного Суда Маньчжоу-Го[31]. В августе 1945 года арестован советскими войсками. В 1950 году передан КНР[7].
22. Икэда Дзиро (яп. 池田次郎 27.07.1893—2.02.1946) — генерал-майор (10.06.1945), с 31 марта 1945 командир 88-й пехотной бригады 117-й пехотной дивизии Квантунской армии. В августе 1945 г. взят в плен войсками Забайкальского фронта в г. Чанчунь. Умер в лагере[7][40][41].
23. Икэтани Хандзиро[яп.] (яп. 池谷半二郎, 25.01.1900—17.03.1984) — генерал-майор (1.03.1945), с 16 декабря 1944 начальник штаба 3-й армии 1-го фронта Квантунской армии. С августа 1945-го в советском плену. В мае 1950 году репатриирован в Японию[7][42].
24. Икэхата Тосио (池畑俊雄? 池畑寿男? 池畑壽男  ?—?) —  генерал японской армии, заместитель губернатора провинции (уезда) Бэйань[31].
25. Имагава Иссаку[яп.] (яп. 今川一策, 15.05.1894—26.12.1977) — генерал-майор армии (1.03.1945), командир Акено воздушной тренировочной дивизии. 16 мая 1945 стал командиром 115-й независимой авиагруппы. Взят в плен 2 сентября[43]. Bернулся в Японию в апреле 1950 года[7].
26. Имаидзуми Иосисада (яп. 今泉吉貞, 25.03.1886—21.01.1981) — генерал-майор (1.03.1938). C 31 марта 1945 командующий округа Хамхын в Корее. С августа 1945-го в советском плену. Содержался на спецобъекте № 45 УМВД по Хабаровскому краю в г. Хабаровске. 16.12.1948 освобождён и 25.12.1948 репатриирован в Японию[7][44].
27. Имари Тацуо (яп. 今利龍雄, 5.10.1889—19.04.1955) — генерал-лейтенант (26.10.1944), с 20 января 1945 командир 125-й пехотной дивизии 30-й армии 3-го фронта Квантунской армии. C августа 1945 в плену в СССР. В 1950 году репатриирован в Японию[7][45].
28. Инами Сабуро (稲見三郎? 稲見参郎?  ?—?) — генерал-майор японской армии, начальник военной миссии в г. Мукдене[31].
29. Иноуэ Фумио (яп. 井上文夫, 14.12.1890—?) — генерал-майор (25.08.1941), последнее известное место службы: директор армейской больницы в Цицикаре (6.11.1941) начальник офицерской службы 30-й армии 3-го фронта Квантунской армии. C августа 1945 в плену в СССР. В 1950 году и репатриирован в Японию. C 17 апреля 1950 ушёл в отставку[46][47][48][j][k].
30. Иноуэ Чуя (яп. 井上忠也, 12.04.1879—8.04.1950) — генерал-лейтенант (11.04.1932), по одним сведениям в отставке 27 апреля 1934 года, по другим — командир 14-й пехотной дивизии[7], ещё по другим — член тайного совета правительства Маньчжоу-Го[49]. C августа 1945 в плену в СССР. По-видимому, в 1950 году подготовлен к репатриации но родину[7], 8 апреля умер, находясь в плену. Причина смерти — аневризм аорты. Захоронен на территории Приморского Края в бухте Находка[49][50].
31. Ионэяма Кюма (яп. 米山久馬, 10.01.1889—26.02.1948),  генерал-майор (15.07.1938)[51], генерал-лейтенант[49], начальник военной автошколы (умер 26. 2. 1948 г. Причина смерти — пневмония, туберкулёз. Захоронен на кладбище специального госпиталя для военнопленных № 1893)[49][51].
32. Иоцуя Ивао (四ツ谷巖 ? 1890—?) — генерал-майор, начальник 1-го отдела Военного министерства[49]. C августа 1945 в плену в СССР. В 1950 году репатриирован в Японию[7][35].
33. Исэки Мицуру (яп. 井関仭, 2.12.1888—2.04.1956), генерал-лейтенант (1.08.1940), с 16 июля 1945 командир 134-й пехотной дивизии 1-го фронта Квантунской армии. C августа 1945 в плену в СССР. В 1950 году репатриирован в Японию[7][35][52][l].
34. Ихара Иосио (井原義雄, 1891—?) — генерал-майор медицинской службы, начальник санитарного отдела 44-й армии 3-го фронта Квантунской армии. В августе 1945 года взят в плен войсками Забайкальского фронта. В 1950 г. освобождён и репатриирован в Японию[7].
35. Кавагоэ Сигэсада (яп. 河越重定, 8.07.1897—21.12.1956) — генерал-майор (1.03.194), с 3 августа 1944 начальник штаба 5-й армии 1-го фронта Квантунской армии. С августа 1945 в советском плену. 7 апреля 1950 года арестован в лагере военнопленных. 24 июня 1950 года осуждён Военным трибуналом Приморского ВО по ст. 58-6 УК РСФСР, как «организатор переброски разведчиков и диверсантов на территорию СССР» на 25 лет ИТЛ[53]. 21.12.1956 умер от инфаркта миокарда[54].  По другим сведениям, причина смерти — кровоизлияние в мозг. Захоронен на кладбище для военнопленных лагеря № 16 Хабаровского края[49]. 3 ноября 1997 года реабилитирован по определению Военной Прокуратуры ДВО[53].
36. Кавамэ Таро (яп. 川目太郎, 15.10.1895—12.05.1950), генерал-майор (2.08.1943), 15 июня 1945 начальник штаба 34-й армии 17-го фронта Квантунской армии (дислоцирована в Корее, «место проживания: Корея, г. Канко»[55]). С августа 1945 в советском плену. 4 ноября 1948 года арестован в лагере военнопленных УПВИ УМВД по Хабаровскому краю. 11 января 1949 года осуждён Военным трибуналом войск МВД СССР ДВО по ст. 58-6 УК РСФСР (шпионаж) на 25 лет ИТЛ[55]. Умер в заключении 12 мая 1950. Причина смерти — кровоизлияние в мозг. Захоронен на кладбище специального госпиталя для военнопленных № 1893[49]. 3 ноября 1997 года реабилитирован по определению Военной Прокуратуры ДВО[55].
37. Кавасима Киоси (яп. 川島 清, 10.04.1893—?) — генерал-майор медицинской службы (1.08.1944), доктор медицинских наук, бывший начальник производственного отдела отряда № 731 японской Квантунской армии. С 13 декабря 1944 начальник медицинского отдела 1-й армии[56]. 30 декабря 1949 был осужден на Хабаровском процессе на 25 лет[7][m].
38. Кадзицука Рюдзи[яп.] (яп. 梶塚 隆二, 5.09.1888—3.05.1976) — генерал-лейтенант медицинской службы (1.08.1940), доктор медицинских наук (29.03.1924), бывший начальник санитарного управления (по японским источникам «начальник хирургического управления» (1.12.1939)[57]) Квантунской армии. 30 декабря 1949 был осуждён на Хабаровском процессе на 25 лет. Репатриирован в Японию в 1956[n].
39. Камэяма Риндзи (яп. 亀山林二, 1887—20.08.1949) — генерал-майор, помощник начальника школы усовершенствования офицерского состава войск Маньчжоу-Го. Умер в плену. Причина смерти — туберкулёз легких. Захоронен на кладбище госпиталя для военнопленных № 1893[49][59][o].
40. Канаори Синдзо (яп. 金織慎三, 13.01.1897—25.04.1989), генерал-майор (10.06.1945), с 20 августа 1944 начальник полевого склада снабжения Квантунской армии. 29.8.1945 взят в плен войсками 1-го Дальневосточного фронта. В 1950 году репатриирован в Японию[35][60][p].
41. Като Митио[яп.] (яп. 加藤道雄, 29.08.1900—24.05.1981) — генерал-майор армии (10.06.1945), с 29 июля 1945 начальник штаба 30-й армии 3-го фронта Квантунской армии, взят в плен войсками Забайкальского фронта в августе 1945, в 1950 году вернулся в Японию[61].
42. Като Хакудзиро[яп.] (яп. 加藤泊治郎, 8.06.1887—19.02.1951) —  генерал-лейтенант (29.10.1943), начальник главного управления жандармерии японских оккупационных войск  (Kempeitai) в Северном Китае. Умер в плену. Причина смерти — отёк легких. Захоронен на кладбище г. Владимира[58][62].
43. Кисикава Кэнъити[яп.] (яп. 岸川健一, 29.03.1888—10.06.1954) — генерал-лейтенант армии (1.03.1945), с 9 марта 1945 командир 63-й дивизии 44-й армии 3-го фронта Квантунской армии. В августе 1945 г. взят в плен войсками Забайкальского фронта[63]. В 1950 году передан КНР, заключен в Фушуньскую тюрьму, заболел и умер в 1954.
44. Кита Сэйити[яп.] (яп. 喜多誠一, 20.12.1886—7.06.1952) — генерал армии (9 марта 1945), 26 сентября 1944 командующий 1-м фронтом Квантунской армии[63], взят в плен 20.08.1945[4]. В 1952 г. умер в Хабаровском лагере военнопленных № 50 в г. Хабаровске. По другим сведениям причина смерти — паралич сердца. Захоронен на кладбище специального госпиталя для военнопленных № 1893[58]
45. Китадзава Тейдзиро (яп. 北沢貞治郎, 13.04.1889—16.08.1953) — генерал-лейтенант (26.10.1944), с 20 января 1945 командир 123-й пехотной дивизии[яп.] 4-й отдельной армии Квантунской армии[64]. С августа 1945-го в советском плену. 6 апреля 1950 года арестован в лагере военнопленных. 27 мая 1950 осуждён Военным трибуналом ДВО по статьям 58, п. 6, 58, п. 9 УК РСФСР на 25 лет ИТЛ[65] как «организатор переброски разведчиков и диверсантов на территорию СССР»[7]. Умер в заключении. Причина смерти — гипертоническая болезнь. Захоронен на кладбище для военнопленных в Хабаровске[58]. Реабилитирован 3 ноября 1997 года[65].
46. Кобаяси Кэнго[яп.] (яп. 小林謙五, 22.03.1893—23.04.1948) — вице-адмирал, генерал-лейтенант ВМФ (15.10.1944), командир особого полигона Лушунь, командующий крепостью Порт-Артур. Взят в плен войсками Забайкальского (?) фронта. Содержался на спецобъекте № 30 УНКВД по Читинской обл. на ст. Молоковка. Умер в заключении в 23 апреля 1948 года[7][66][67]. Причина смерти неизвестна. Захоронен на кладбище специального госпиталя для военнопленных № 1893[49].
47. Кобаяси Коити[яп.] (яп. 小林恒一, 21.08.1888—9.05.1950) — генерал-лейтенант армии (1.03.1941), с 2 июля 1943 директор Маньчжурского высшего военного училища, умер в заключении в «Сибири»? 9 мая 1950 года[7][68].
48. Кобаяси Тепуити ? (вариант - Кобояси Тзцуичи[58]) (小林哲一 ?, 1903 — ?) — генерал-майор, 	помощник начальника департамента полиции г. Харбина[58]. С августа 1945-го в советском плену. В 1950 году репатриирован в Японию[7].
49. Кога Рюйтаро (яп. 古賀龍太郎, 15.02.1888—20.02.1957) — генерал-лейтенант (1.03.1945), с 20 января 1945 командир 127-й пехотной дивизии 3-й армии 1-го фронта Квантунской армии. С августа 1945-го в советском плену. В 1950 году репатриирован в Японию[35][69][70][q].
50. Комацу Мисао (яп. 古賀龍太郎, 12.07.1893—13.03.1947) —  генерал-майор (1.03.1944), командир разведывательно-исследовательского отдела (Специального агентства по японской терминологии) Квантунской армии[49][71]  в Синьцзяне. Арестован 8 сентября 1945 года. 1 марта 1947 года приговорён Военной коллегией Верховного Суда СССР по обвинению в шпионаже к расстрелу. Приговор приведён в исполнение 13 марта 1947 года.Прах захоронен в Москве на Донском кладбище. Реабилитирован 14 декабря 2000 года Главной военной прокуратуров Российской Федерации[72][r].
51. Кондо Мото (近藤 源夫, 近藤 茂都, 近藤 元雄, ?—?) — генерал-майор, начальник военного обучения 3-й армии (в другом списке проходит как начальник мобилизационного участка провинции Яньцзи.)[58].
52. Кондо Хадзиме (яп. 近藤 元, 9.07.1887—26.01.1955) — генерал-майор (1.08.1942), начальник отделения воинской повинности Квантунской армии[58]. С августа 1945-го в советском плену. Содержался на спецобъекте № 45 УМВД по Хабаровскому краю в г. Хабаровске. 16.12.1948 освобождён и 25.12.1948 репатриирован в Японию[7][73][74].
53. Кооно Мицуру (河野 満 ?, 1900—?), генерал-майор, начальник штаба 6-го Военного округа[58]. С августа 1945-го в советском плену. В 1950 году репатриирован в Японию[7][75].
54. Кубо Мунэхару (яп. 久保宗治, 12.11.1897—15.02.1986) — генерал-майор (1.08.1944), с 26 июля 1945 командир 1-го особого отряда «тейсинтай»[7] (или 1-го отряда особой обороны[76]) Квантунской армии. В августе 1945 г. взят в плен войсками Забайкальского фронта. 7 апреля 1950 года арестован в лагере военнопленных. 25 июня 1950 приговорён Военным трибуналом Приморского ВО по 58-6, 58-19, 58-9 УК РСФСР к 25 годам ИТЛ, как «организатор переброски разведчиков и диверсантов на территорию СССР». 3 ноября 1997 года реабилитирован[7][76][77].
55. Кубoта Кендиро, Зентаро, генерал-майор, помощник начальника отдела мобилизации Квантунской армии[58][s].
56. Кувата Тейдзо (яп. 桑田貞三, 18.03.1888—23.08.1959) — генерал-майор (1.08.1944), с 10 июля 1945 командир 130-й отдельной смешанной бригады 3-го фронта Квантунской армии. В августе 1945 попал в плен к войскам Забайкальского фронта. В 1950 году репатриирован в Японию[7][79].
57. Курихаши Ясумаса[яп.] (яп. 栗橋保正, 7.10.1890—3.04.1967) — генерал-лейтенант (25.08.1941), с 5 июля 1945 года главный интендант Квантунской армии. В августе 1945 года попал в плен к войсками Забайкальского фронта[7][80][t].
58. Курита Косабуро (яп. 栗田小三郎, 9.06.1884—?) — генерал-майор (1.08.1934) в отставке (30.09.1934). Директор сельскохозяйственной школы в г. Муданьцзян[58]. С августа 1945-го в советском плену. Содержался на спецобъекте № 45 УМВД по Хабаровскому краю в г. Хабаровске. 16.12.1948 освобождён и 25.12.1948 репатриирован в Японию[7][82][83].
59. Куроки Гоити[яп.] (яп. 黒木剛一, 16.02.1894—21.05.1972) — контр-адмирал или генерал-майор ВМФ (5.10.1944), в феврале-марте 1945 служил в Генштабе ВМФ. 1 июня военно-морской атташе в районе Тоёхара префектуры Карафуто (или представитель Морского министерства по интендантским вопросам[58]), арестован на Сахалине. 6 апреля 1950 года арестован в лагере военнопленных. 26 июня 1950 приговорён Военным трибуналом Приморского ВО по 58-6 УК РСФСР к 25 годам ИТЛ, как «организатор переброски разведчиков и диверсантов на территорию СССР». В декабре 1955 — марте 1956 годов, находясь в хабаровском лагере военнопленных № 16, участвовал в забастовке с требованием не выводить на работу больных. 19 декабря 1955 месте с генерал-майором Сакама Кунъити[яп.] обратился Председателю Совета министров СССР Н. А. Булганину с письмом с разъяснениями требований бастующих[84]. 3 ноября 1997 года реабилитирован[85]. Освобождён 19 августа 1956[7].
60. Кусаба Тацуми[яп.] (яп. 草場辰巳, 2.01.1888—20.09.1946) — генерал-лейтенант, начальник железнодорожного сообщения Маньчжоу-го, (или начальник перевозок Квантунской армии[86]). В августе 1945 г. взят в плен войсками Забайкальского фронта. 17 сентября 1946 года был доставлен из Владивостока в Токио как свидетель на Международном военном трибунале. В январе 1946 г. отобран свидетелем обвинения от СССР для Международного военного трибунала в г. Токио. 13.8.1946 доставлен в Японию для участия в Токийском трибунале (3.5.1946 — 12.11.1948). 20.9.1946 скончался в тюрьме Сугамо в г. Токио. Утром 20 сентября покончил жизнь самоубийством, выпив спрятанный цианистый калий. Труп взят американской полицией[86].
61. Кусибути Сэнъити[яп.] (яп. 櫛淵鍹一, 5.12.1890—20.09.1964) — генерал-лейтенант армии (25.08.1941), с 12 января 1945 командующий 34-й армией 17-го фронта Квантунской армии в Корее, 17 апреля 1950 года вернулся в Японию[87][u].
62. Марумо Кунинори[англ.], (яп. 丸茂 邦則, 2.10.1891—24.06.1985) —  вице-адмирал (Ноябрь 1943), военно-морской атташе посольства Маньчжоу-Го в Синьцзине[86]. Репатриирован в Японию в июле 1947 г., после чего вышел в отставку[v].
63. Масаки Гору (яп. 正木五郎, 16.12.1893—10.06.1981) — генерал-майор (2.08.1943). С 1 февраля 1944 начальник интенданткого (бухгалтерского) отдела 1-го фронта (1-й районной армии)[88]. С августа 1945 года в плену в СССР. Содержался на спецобъекте № 45 УМВД по Хабаровскому краю в г. Хабаровске. 16.12.1948 освобождён и 25.12.1948 репатриирован в Японию[7][89].
64. Мацудзаки Наото (яп. 松崎直人, 3.12.1887—23.05.1958) — генерал-майор (15.10.1941), начальник управления военной подготовки Сеульского военного округа[7], по японским источникам с 9 марта 1945 начальник административного отдела Пхеньянского дивизионного округа[90][91] или начальник отдела воинской повинности Хэйдзинского Военного округа[86]. 29.08.1945 взят в плен войсками 1-го Дальневосточного фронта в г. Хэйдзио. Содержался на спецобъекте № 45 УМВД по Хабаровскому краю в г. Хабаровске. 16.12.1948 освобождён и 25.12.1948 репатриирован в Японию[7].
65. Мацумура Томокацу[яп.] (яп. 松村知勝, 13.10.1899—7.05.1979) — генерал-майор (1.03.1945), с 1 марта 1945 второй заместитель начальника штаба (начальник 1-го оперативного отдела) Квантунской армии[92], 17 сентября 1946 года был доставлен из Владивостока в Токио как свидетель на Международном военном трибунале. 20 июня 1949 года арестован в лагере военнопленных. 25 августа 1949 приговорён Военным трибуналом войск МВД СССР по 58-6 УК РСФСР к 25 годам ИТЛ. 1 сентября 1994 года реабилитирован[93]. В декабре 1956 года освобождён[7].
66. Мацумура Носикадзу (松村範和 ?, ?—?) — генерал-майор, начальник оперативного управления штаба Квантунской армии[86].
67. Мацухата, (松方 ?, ?—?) генерал-майор, начальник Мукденского медицинского склада[86].
68. Маэдзаки, (間崎 ?, 正木 ?, ?—?) генерал-майор, начальник боевой подготовки округа[86].
69. Мидзухара Ёсисигэ (яп. 水原義重, 3.09.1887—13.08.1968) — генерал-лейтенант (1.08.1941), с 10 марта 1945 года командир 128-й пехотной дивизии 3-й армии 1-го фронта Квантунской армии. 29.8.1945 взят в плен войсками 1-го Дальневосточного фронта. В 1950 году репатриирован в Японию[7][94][95][w].
70. Минами Иосихито (南 義人 5.08.891—6.01.1979) — генерал-майор, начальник вооружения 3-й армии. С августа 1945-го в советском плену. В 1950 г. освобождён и репатриирован в Японию[7][97].
71. Миноси Масуха[86] или Мииоси Масуки[7] ? (三好茂寿慶 ? 1893 — ?) — генерал-майор медицинской службы, начальник санитарной службы 2-й воздушной армии Квантунской армии. В августе 1945 г. взят в плен войсками Забайкальского фронта. Содержался на спецобъекте № 45 УМВД по Хабаровскому краю в г. Хабаровске. 16.12.1948 освобождён и 25.12.1948 репатриирован в Японию[7].
72. Минэки Тоичиро (яп. 峯木 十一郎, 11.6.1894- 21.10.1970) — генерал-лейтенант (1.03.1945), с 19.3.1945 командир 88-й пехотной дивизией 5-го фронта Квантунской армии на Южном Сахалине (Карафуто). 25.8.1945 взят в плен войсками 16-й армии 2-го Дальневосточного фронта на Южном Сахалине. В 1950 году был арестован, приговорён постановлением Президиума Верховного Суда СССР от 27 сентября 1950 года по ст.ст. 58-6, 58-9, 58-4 УК РСФСР к расстрелу, заменен на 20 лет ИТЛ. В декабре 1956 года освобождён, 3 декабря (ноября) 1997 реабилитирован[7][98].
73. Митани Киеси (Никоносуке)? (三谷 清 ?, 1886 — ?), генерал-лейтенант[7] (по другим сведениям генерал-майор в отставке), генерал-губернатор города Мукдена[99]. С августа 1945-го в советском плену. В 1950 году репатриирован в Японию[7].
74. Миякэ Мицухару[яп.] (яп. 三宅 光治, 22.05.1881—21.10.1945) — генерал-лейтенант (11.04.1932), в отставке с 28 декабря 1936, глава центрального штаба Ассоциации Конкордия Маньчжурии (Кё-ва Кай), 21 октября 1945 умер в тюрьме на Лубянке[7][100], по другим сведениям причина смерти — туберкулёз. Захоронен на кладбище г. Красногорска[86].
75. Мукаи Ивао (向井 巌 ?, ?—?) — генерал-майор, начальник штаба 1-й армии[86].
76. Мукахи Тосио (яп. 向日俊雄, 1888—27.05.1946) — генерал-майор, начальник вооружения 1-й армии. Умер в плену. Причина смерти — кровоизлияние в мозг. Захоронен на территории кладбища для военнопленных Хабаровска[101].
77. Мураками Кэйсаку[яп.] (яп. 村上 啓作, 16.06.1888—21.9.1948) — генерал-лейтенант армии (октябрь 1939), командующий 3-й армией 1-го Фронта Квантунской армии, взят в плен 20.08.1945[4]. В январе 1946 году отобран свидетелем обвинения от СССР для Международного военного трибунала в г. Токио. 13.8.1946 доставлен в Японию для участия в Токийском трибунале (3.5.1946 — 12.11.1946). По этого возвращён в СССР. Осуждён и приговорён к 25 годам исправительно-трудовых лагерей. 21.9.1948 умер от болезни в лагере военнопленных № 27 МВД СССР в Красногорске[7][102]. По другим сведениям умер 17.09.1948 г. Причина смерти — кровоизлияние в мозг. Захоронен на территории Московской области[101].
78. Мураками Токудзи (яп. 村上徳治, 2.07.1893—10.01.1977) — генерал-лейтенант (27.06.1944). Со 2 августа 1943 до конца войны начальник 1-го армейского госпиталя Чанчуня[103] (или начальник Синьцинского военного госпиталя[101]). С августа 1945 в советском плену. В 1950 году репатриирован в Японию[7]. С 22 апреля 1950 года в отставке[103].
79. Муто Киичиро (Кисабуро)? (武藤 圭一郎 ?, 1893—?) — генерал-лейтенант, начальник полицейского департамента города Сихей[21][104]. С августа 1945-го в советском плену. В 1950 году репатриирован в Японию[7].
80. Муто Хидеоси (武藤 秀司 ?, ?—?) — генерал-лейтенант, 1-й заместитель начальника главного полицейского управления ЮМЖД в Мукдене[101].
81. Нагасима Цутому (яп. 長島 勤, 29.02.1888—18.06.1960) — генерал-майор (1.08.1942). С 15 апреля 1942 до конца войны командир 54-й пехотной бригады[105] 59-й пехотной дивизии[101]. С августа 1945-го в советском плену. В 1950 году передан властям КНР[7].
82. Накао Тадахико (яп. 長島 勤, 21.03.1887—31.08.1948) — генерал-майор (2.08.1937), в отставке с 28 августа 1937[106], начальник военно-учётного отдела района Сингасю или по другим свудениям начальник отдела воинской повинности Квантунской армии. Умер в плену. Причина смерти — гипертоническая болезнь. Захоронен на кладбище специального госпиталя для военнопленных № 1893[101][106][x]
83. Накадатэ Кокан (яп. 中楯弘観, 3.02.1887—25.05.1976) — генерал-майор (10.06.1945). С 20 января 1945 начальник артиллерийского отдела 5-й армии[107]. С августа 1945-го в советском плену. В 1950 году репатриирован в Японию[7].
84. Накадзима Иокичи (яп. 中島要吉, 5.11.1888—21.07.1967) — генерал-лейтенант (30.04.1945), командир 138-й пехотной дивизии 3-го фронта Квантунской армии[7]. По японским источникам с 7 апреля 1945 и до конца войны начальник отдела беприпасов инспекции снабжения Квантунской армии[108]. В августе 1945 года взят в плен войсками Забайкальского фронта. В 1950 году репатриирован в Японию[7].
85. Накамура Кодзуо, (яп. 中村龍一, 13.10.1891—9.07.1978) —  генерал-майор (1.03.1944), начальник вооружения Квантунской армии[101].
86. Накамура Рюити (яп. 中村龍一, 28.01.1893—14.03.1978) — генерал-майор (10.06.1945). С 19 мая 1945 до конца войны командир 102-го оборонной команды[109] (第102警備 — 102-я служба безопасности ?[110]). С августа 1945-го в советском плену. В 1950 году репатриирован в Японию[7][109].
87. Накаяма Макото (яп. 中山 惇, 1.04.1889—30.01.1967) — генерал-лейтенант (1.04.1942), командир 136-й пехотной дивизии 3-го фронта Квантунской армии. В августе 1945 г. взят в плен войсками Забайкальского фронта. В 1950 году репатриирован в Японию[7][111][y].
88. Ниими Дзиро (яп. 新美二郎, 2.01.1890—21.01.1966) — генерал-майор (1.03.1943). С 26 декабря 1944 начальник отдела военных действий Квантунской армии[7], позднее (?) начальник мобилизационного отдела Квантунской армии[101]. С августа 1945-го в советском плену. В 1950 году репатриирован в Японию[7][112].
89. Ниита Тароо (яп. 新田太郎, 19.01.1898—?) — генерал-майор медицинской службы (10.06.1945), начальник санитарной службы 3-й армии 1-го фронта Квантунской армии. 29.8.1945 взят в плен войсками 1-го Дальневосточного фронта. В 1950 году репатриирован в Японию. 22 апреля 1950 года в отставке[7][113].
90. Нисиваки Соокити (яп. 西脇宗吉, 28.12.1889—17.07.1957) — генерал-лейтенант (1.03.1945). С 1 апреля 1945 командующий дивизионным округом Рана. С августа 1945-го в советском плену. В 1950 году репатриирован в Японию[7][114][z].
91. Нихо Сусумо (яп. 仁保 進, 26.12.1890—10.05.1976) — генерал-майор (10.06.1945), с 21 июля 1945 командир 129-й отдельной смешанной бригады 5-го фронта Квантунской армии. 30.8.1945 (по японским данным 2-го сентября) взят в плен войсками 2-го Дальневосточного фронта на о. Уруп (Курильские о-ва). В 1950 году репатриирован в Японию[7][115].
92. Ногучи Юдзиро (野口裕次郎 ?, 1889, дер. Нисимианега, преф. Фукока — 20.7.1955, с. Чернцы, Лежневский район, Ивановская обл., СССР) — генерал-лейтенант, командир авиационного полка[17] (по другому документу — начальник авиашколы Квантунской армии). С августа 1945-го в советском плену. 6 апреля 1950 года арестован в лагере военнопленных. 5 июня 1950 года осуждён по ст. 58-6 (шпионаж) УК РСФСР Военным трибуналом ДВО на 15 лет ИТЛ[116] (по другим сведениям вменялось участие подготовки нападения на СССР). 20.7.1955 умер в Лежневском лагере военнопленных № 48 МВД СССР (с. Чернцы Лежневского района Ивановской обл.)[7]. Причина смерти — рак желудка[17]. Реабилитирован 3 ноября 1997 года по заключению Военной Прокуратуры ДВО[116].
93. Номидзо Казухико (яп. 野溝弐彦, 14.04.1889—24.05.1947 — 25.6.1947, СССР) — генерал-лейтенант, командир 126-й пехотной дивизии 5-й армии 1-го фронта Кватунской арм ии. С августа 1945-го в советском плену. 25.6.1947 умер в лагере военнопленных[7][117]. Причина смерти — обширный атеросклероз. Захоронен на кладбище для военнопленных в Хабаровске[17][aa].
94. Номура Токиё (яп. 野村登亀江, 10.04.1888—31.01.1952) — генерал-майор, командир 80-й отдельной смешанной бригады 4-й отдельной армии Квантунской армии, комендант Хайларского укрепрайона. В августе 1945 г. взят в плен войсками Забайкальского фронта. Содержался на спецобъекте № 30 УНКВД по Читинской обл. на ст. Молоковка. 7 апреля 1950 года арестован в лагере военнопленных. 5 июня 1950 года приговорён Военным трибуналом ДВО по ст. 58-6 УК РСФСР к 25 годам ИТЛ «как организатор переброски разведчиков и диверсантов на территорию СССР». Умер в заключении. Причина смерти — энцефалит. Захоронен на кладбище лагеря военнопленных № 16[17]. 3 ноября 1997 реабилитирован[7][118][119].
95. Обата Нобуёси[яп.] (яп. 小畑信良, 29.03.1897—30.05.1976) — генерал-майор (18.03.1943), с 30 мая 1945 начальник штаба 44-й армии 3-го фронта Квантунской армии. В августе 1945 года взят в плен войсками Забайкальского фронта[120]. 6 апреля 1950 года арестован в лагере военнопленных ОО УПВИ УМВД по Хабаровскому краю. 25 июня 1950 года приговорён Военным трибуналом приморского военного округа по ст. 58-4, 58-6, 58-9 УК РСФСР к 25 годам ИТЛ[121] «как организатор переброски разведчиков и диверсантов на территорию СССР». Вернулся в Японию в декабре 1956[122]. 6 августа 1992 года реабилитирован[121].
96. Огава Кенносукэ (яп. 小川権之助, 20.12.1888—23.05.1963) — генерал-лейтенант (19.03.1945), с 19 марта 1945 командир 89-й пехотной дивизии 5-го фронта Квантунской армии. 28.8.1945 (по японским данным 2.09.1945[123]) взят в плен войсками 2-го Дальневосточного фронта на о. Итуруп (Курильские о-ва). В 1950 году репатриирован в Японию[122][123][124][ab].
97. Огава Куниёси (小川 国芳 ?, ?—?), генерал-майор, начальник топливного склада Квантунской армии в г. Сыпингай. В августе 1945 года взят в плен войсками Забайкальского фронта[122].
98. Огава Токуити (яп. 小川得一, 10.11.1893—17.04.1954[125]) — контр-адмирал (1.05.1943[125]), начальник управления снабжения топливом флота в Хэйдзио[17]. 15.09.1945 взят в плен войсками 25-й армии 1-го Дальневосточного фронта. В 1950 году репатриирован в Японию[122]. С 29 апреля 1950 в отставке[125].
99. Окабэ Тоору[яп.] (яп. 岡部 通, 28.09.1889—18.12.1961) — генерал-майор (25.01.1941), с 9 марта 1945 командир 79-й отдельной смешанной бригады 3-го фронта Квантунской армии. В августе 1945 г. взят в плен войсками Забайкальского фронта в г. Чанчунь. В 1950 году репатриирован в Японию[122].
100. Оки Сигэру[яп.] (яп. 大木繁, 29.11.1888—9.04.1947) — генерал-лейтенант (2.08.1943), с 14 октября 1944 командующий Кэмпэйтаем Квантунской области, умер в плену 9 апреля 1947 года[126][127].
101. Окияма Хиидзиву, (沖山 聖?, ?-?)  японец, генерал-майор японской армии, командир 1-й пехотной дивизии маньчжур[17].
102. Омата Митинори (яп. 小幡通徳, 3.01.1885—?) — генерал-майор юстиции (1.04.1942), с 30 апреля 1945 главный военный юрист Квантунской армии. В августе 1945 года взят в плен войсками Забайкальского фронта. В 1950 году репатриирован в Японию[122][128]. 17 апреля 1950 года получил отставку[129][ac].
103. Оми Котаро (яп. 近江小太郎, 16.10.1891—2.08.1946) —  генерал-майор (1.08.1944), начальник ветеринарной службы 1-го фронта. Умер в плену. Причина смерти — туберкулёз лёгких. Захоронен на кладбище специального госпиталя № 1327[17][131].
104. Оная Ивао (女屋 巌 ?, 1891—?) — генерал-майор. С августа 1945 года в советском плену. В 1950 году репатриирован в Японию[122].
105. Онитакэ Гоити[яп.] (яп. 鬼武五一, 18.05.1893—17.08.1985) — генерал-майор (2.08.1943), с 1 марта 1945 командир 132-й отдельной смешанной бригады 3-й армии 1-го фронта Квантунской армии. С августа 1945 года в советском плену. В 1950 году репатриирован в Японию[122][132].
106. Оно Тосимичи (小野 利道 ?, 1887—?) — генерал-лейтенант, начальник ветеринарной школы[17]. С августа 1945 года в советском плену. В 1950 году репатриирован в Японию[122].
107. Оно Юкимори[яп.] (яп. 小野行守, 21.07.1893—3.08.1947) — генерал-майор (25.08.1941), со 2 июня 1945 начальник Управления вооружений 1-го фронта (Первой районной армии), умер от болезни в Сибири 3 августа 1947 года[133]. Причина смерти — кровоизлияние в мозг. Захоронен на кладбище для военнопленных в Хабаровске[17].
108. Онохара Сейити (小野原誠一, 1887—?) — генерал-майор, начальник отдела комплектования Квантунской армии (или начальник отдела воинской повинности Мукденского полкового участка[17]). В августе 1945 года взят в плен войсками Забайкальского фронта. Содержался на спецобъекте № 45 УМВД по Хабаровскому краю в г. Хабаровске. 16.12.1948 освобождён и 25.12.1948 репатриирован в Японию[ad].
109. Ооно Такэки (яп. 大野武城, 3.01.1898—27.12.1983) — генерал-майор (1.08.1944), начальник штаба 4-й отдельной армии Квантунской армии. В августе 1945 года взят в плен войсками Забайкальского фронта. 6 апреля 1950 года арестован в лагере военнопленных. 3 июня 1950 года приговорён Военным трибуналом Приморского ВО по ст. 58-6, 58-9 УК РСФСР к 25 годам ИТЛ[136] «как участник подготовки нападения на СССР». 28 декабря 1956 возвращён в Японию. 3 ноября 1997 года реабилитирован[122][136][137][ae].
110. Оосава Тораичи (яп. 大泽寅一[138]? или яп. 大沢寅一[139], 6.03.1890—20.10.1983) — генерал-майор (25.08.1941). Последняя известная должность с 3 февраля 1940 по 28 мая 1941 года командир 232-го пехотного полка, вероятно, позже в отставке. В 1945 начальник штаба 2-й дивизии[17], но это не подтверждается сведениями по начальствующему составу 2 дивизии. С августа 1945 года в советском плену. Содержался на спецобъекте № 45 УМВД по Хабаровскому краю в г. Хабаровске. 16.12.1948 освобождён и 25.12.1948 репатриирован в Японию[122][139][af].
111. Оота Енео (яп. 太田米雄, 16.10.1892—1.02.1962) — генерал-лейтенант (10.06.1943), командующий железнодорожной армией Маньчжоу-Го[140] или командующий железнодорожной армией ЮМЖД[17]. С 7 октября 1944 в отставке. В августе 1945 года арестован советскими войсками. Осуждён военным трибуналом, как руководящий работник полиции[122][141]. Сведения о реабилитации не обнаружены.
112. Оота Садамаса (яп. 太田貞昌 или Ясумаса Охта яп. 太田贞昌, 27.11.1889 — 10.07.1957) — генерал-лейтенант, командир 79-й пехотной дивизии 3-й армии 1-го фронта Квантунской армии. С августа 1945 года в советском плену. В 1950 году репатриирован в Японию[122][142].
113. Отиаи Сигэхико[122] или Очиди Сигэхико[143] (落合重彦 ?, 1889—?) — генерал-лейтенант, начальник канцелярии по военным делам[143]. С августа 1945 года в советском плену. В 1950 году репатриирован в Японию[122].
114. Оцубо Кадзума (яп. 大坪一馬, 3.07.1895—25.10.1969) — генерал-майор (2.08.1943), с 23 марта 1945 начальник штаба 3-го фронта Квантунской армии. С августа 1945 года в советском плену. 7 апреля 1950 года арестован в лагере военнопленных. 3 июня 1950 года приговорён Военным трибуналом ДВО по ст. 58-6, 58-9 УК РСФСР к 25 годам ИТЛ[144] «как организатор переброски разведчиков и диверсантов на территорию СССР»[122]. 3 ноября 1997 года реабилитирован[144].
115. Сагаро Мицума (яп. 相良巳都麿 или яп. 相良己都磨, 1881 8.03.1883—7.03.1953) — генерал-майор (1.08.1940). С 1 августа 1940 в отставке, с 1 марта 1945 вновь мобилизован и назначен начальником отдела по военным действиям районного командования Рананшиканку[145] (Гунма[146]). 29.08.1945 взят в плен войсками 1-го Дальневосточного фронта. Содержался на спецобъекте № 45 УМВД по Хабаровскому краю в г. Хабаровске. 16.12.1948 освобождён и 25.12.1948 репатриирован в Японию[122][145][146][ag]..
116. Сайто Иосио (斎藤芳雄 ?, 1890— ?) — генерал-майор, начальник школы жандармов[143]. 29.8.1945 взят в плен войсками 1-го Дальневосточного фронта. В 1950 г. передан властям Китайской Народной Республики[122][ah].
117. Сакама Кунъити[яп.] (яп. 坂間訓一, 11.02.1898—7.02.1964) — генерал-майор (1.08.1944), с 9 августа 1945 заместитель начальника штаба Первого фронта (окружной армии) Квантунской армии. Со 2 сентября 1945 года в советском плену. 27 мая 1948 года арестован в лагере военнопленных. 1 июня 1948 приговорён Военным трибуналом войск МВД ДВО по 58-6 УК РСФСР к 25 годам ИТЛ. 3 ноября 1997 года реабилитирован[147]. В декабре 1955 — марте 1956 годов, находясь в хабаровском лагере военнопленных № 16, участвовал в забастовке с требованием не выводить на работу больных. 19 декабря 1955 месте с контр-адмиралом Куроки Гоити[яп.] обратился к Председателю Совета министров СССР Н. А. Булганину с письмом  с разъяснениями требований бастующих[84]. В августе 1956 года вернулся в Японию[122], по японским данным только 26 декабря 1956[148].
118. Сакита Такеши ? (яп. 佐北 武, ?—?), командир 9-й танковой бригады, по японским источникам полковник[ai].
119. Сако Реосукэ (迫 良介 ?, 1892—?) — генерал-майор, начальник отдела полицейской службы Муданьцзянского железнодорожного управления[143]. С августа 1945 года в советском плену. В 1950 г. передан властям Китайской Народной Республики[122].
120. Сакураи Рёдзо[яп.] (яп. 桜井鐐三, 15.01.1897—9.03.1947) — генерал-майор армии (2 августа 1943), начальник штаба 1-го фронта (Первой окружной армии), 22 августа 1945 взят в плен, сидел в Лефортовской тюрьме. 1 марта 1947 года Военная коллегия Верховного суда приговорила к ВМН по обвинению в шпионаже. 9 марта 1947 года расстрелян[122][144][150]. Согласно японским данным в августе 1995 года «Национальный совет по выплате компенсации задержанным» обратился в российскую военную прокуратуру с просьбой провести расследование, и военная прокуратура провела повторную проверку и признала Сакураи Рёдзо невиновным, и было принято решение о его реабилитации[151], однако в российских источниках подтверждающих данных о реабилитации найти не удалось.
121. Сасаки Тоити[яп.] (яп. 佐々木到一, 17.01.1886—30.05.1955) — генерал-лейтенант (1.03.1938), с 30 апреля 1941 в отставке, 5 июля 1945 снова мобилизован, 16 июля командир 149-й дивизии дивизии 4-й отдельной армии Квантунской армии. С августа 1945 года в советском плену. В 1950 г. передан КНР, 30 мая 1955 скончался от инсульта в Фушуньской тюрьме[122][152].
122. Саса Синносукэ[яп.] (яп. 佐々真之助, 13.10.1893—21.06.1959) — генерал-лейтенант (27.06.1944), с 22 ноября 1944 командующий 39-й пехотной дивизии 30-й армии 3-го фронта Квантунской армии. 2 сентября 1945 взят в плен войсками Забайкальского фронта в Сыпине. В 1950 г. передан КНР, содержался в Фушуньской тюрьме, осужден как военный преступник, 21 июня 1959 умер в заключении[122][153].
123. Сато Масадзи, Сидука, (佐藤政次 ?, 1892 — ?), генерал-майор, начальник главного управления снабжения Квантунской армии, или командир 74-й пехотной бригады[143]. В августе 1945 года попал в плен войскам Забайкальского фронта. В 1950 году репатриирован в Японию[122].
124. Сато Сугуру (яп. 佐藤 傑, 1896—?) — генерал-майор (1.03.1943), начальник отдела снабжения Квантунской армии[143]. С августа 1945 года в советском плену. В 1950 году освобождён и репатриирован в Японию[122][aj].
125. Сато Сюндзи[яп.] (яп. 佐藤俊二, 12.09.1896—2.01.1977) — генерал-майор медицинской службы (10.06.1945), врач-бактериолог, начальник санитарной службы 5-й армии японской Квантунской армии. 30 декабря 1949 был осужден на Хабаровском процессе на 20 лет ИТЛ[122][156][157][ak].
126. Сато Такаси (яп. 佐藤 隆, 2.12.1883—3.11.1961) —  генерал-майор (1.03.1937), в отставке с 29 марта 1937, возможно, в конце начальник главного управления по снабжению Квантунской армии[143][159].
127. Сиба Нобутака (яп. 志波信孝, 6.03.1893—?) — генерал-майор (2.08.1943). С 19 марта 1945 командир 3-й смешанной бригады 89-й пехотной дивизии[143]. В августе 1945 года попал в советский плен. В 1950 г. освобождён и репатриирован в Японию[122][160].
128. Сиина Масатаке (яп. 椎名正健, 9.05.1889—29.12.1955) — генерал-лейтенант (10.06.1944), с 10 января 1945 командир 124-й пехотной дивизии 5-й армии 1-го фронта Квантунской армии. С августа 1945 года в советском плену. Осужден военным трибуналом, как организатор переброски разведчиков и диверсантов на территорию СССР. 29.12.1955 умер в Лежневском лагере военнопленных № 48 МВД СССР (с. Чернцы Лежневского района Ивановской обл.)[122][161][al]. Причина смерти — язвенная болезнь, анемия. похоронен на кладбище с. Чернцы, Лежневского р-на, Ивановской области[162]. Данные о реабилитации не обнаружены, хотя многие другие фигуранты аналогичных дел реабилитированы.
129. Сикати Мицуюки (яп. 志方光之, 13.05.1896—6.12.1948) — генерал-майор (1.03.1945), с 5 декабря 1944 командир 101-й отдельной авиационной бригады 2-й воздушной армии Квантунской армии (или командир 101-й учебной авиабригады[143]). В августе 1945 г. взят в плен войсками Забайкальского фронта в г. Чанчунь. Умер в плену[122][163]. Причина смерти — кровоизлияние в мозг. Захоронен на кладбище для военнопленных в Хабаровске[143].
130. Симидзу Норицунэ[яп.] (яп. 清水規矩, 10.02.1890—19.01.1968) — генерал-майор (1 марта 1938), генерал-лейтенант (2 декабря 1940), с 27 июня 1944 командующий 5-й армией 1-го фронта Квантунской армии, взят в плен 20.08.1945[4], Осуждён военным трибуналом, как «организатор переброски разведчиков и диверсантов на территорию СССР». В плену до 26 декабря 1956 года[122][164]. Данные о реабилитации Симидзу Норицунэ не обнаружены.
131. Симоэда Тацуо (яп. 下枝龍男, 23.09.1892—23.11.1953) — генерал-майор (10.06.1945), с 9 марта 1945 командир 66-й отдельной смешанной бригады Квантунской армии. В августе 1945-го взят в плен войсками Забайкальского фронта. В 1950 году передан в КНР[122][165][166]. Вероятно, умер в заключении в Китае.
132. Сиода Сигэкацу (塩田重一 ?, 1888 — ?) — генерал-майор, начальник топливного склада Квантунской армии в г. Фушунь[122], представитель Военного министерства по заготовке горючего[162]. В августе 1945 г. взят в плен войсками Забайкальского фронта. В 1950 году репатриирован в Японию[122].
133. Сиодзава Киёнобу[яп.] (яп. 塩沢清宣 или яп. 塩澤清宣, 19.02.1892—18.07.1969) — генерал-лейтенант (10.06.1943), с 14 октября 1944 командир 119-й дивизии 4-й отдельной армии Квантунской армии. В августе 1945 г. взят в плен войсками Забайкальского фронта в г. Цицикаре. Осуждён военным трибуналом, как «организатор переброски разведчиков и диверсантов на территорию СССР», находился в плену до декабря 1956 года[122][167][am].
134. Сиодзи Тацуми (яп. 庄司 巽, 11.08.1893—6.07.1963) — генерал-майор (10.06.1945), с 31 марта 1945 командир 87-й пехотной бригады 117-й пехотной дивизии Квантунской армии. В августе 1945-го взят в плен войсками Забайкальского фронта в г. Чаньчунь. В 1950 году передан властям КНР[122][168].
135. Сираи Юити (白井 宇一 ?, 1891 — ?) — генерал-майор японской армии, начальник интендантского управления войск Маньчжоу-Го. С августа 1945 года в советском плену. В 1950 году репатриирован в Японию[122].
136. Соэдзима Сигэру (副島 茂, 副島 蕃?, 1891 — ?) —  генерал-майор, заместитель начальника штаба организации Кё-ва Кай[162].
137. Сугино Ивао (яп. 杉野 巌, 1.03.1892—3.06.1973) — генерал-майор (1.03.1944), с 17 апреля 1944 командир 74-й отдельной смешанной бригады 5-го фронта Квантунской армии. 23.8.1945 взят в плен войсками 2-го Дальневосточного фронта на о. Парамушир (Курильские о-ва). В 1950 году репатриирован в Японию[122][169].
138. Сугэмицу Мотохиро (яп. 末光元広 или яп. 末光元廣, 11.01.1888—26.10.1958), генерал-лейтенант (26.10.1944), с 16 июля 1945 командир 148-й пехотной дивизии 30-й армии 3-го фронта Квантунской армии. В августе 1945-го взят в плен войсками Забайкальского фронта. Содержался на спецобъекте № 45 УМВД по Хабаровскому краю в г. Хабаровске. В 1950 году репатриирован в Японию[122][170].
139. Судзуки Хираку[яп.] (яп. 鈴木啓久, 20.09.1890—5.12.1982) — генерал-лейтенант армии (30 апреля 1945), с 20 апреля 1945 командующий 117-й дивизии, в июле 1950 передан КНР, содержался в Фушуньской тюрьме, в июне 1956 осуждён на 20 лет лишения свободы, освобождён в июне 1963 года, вернулся в Японию[122][171].
140. Сэгава Сиро (яп. 瀬川四郎, 11.09.1887—1.09.1951) — генерал-майор (1.11.1937), c 1 ноября 1937 — в резерве, 30 ноября — в отставке, 4 января 1939 призван снова, 9 марта 1940 — снова в отставке, 31 мая 1945 — опять мобилизован, по японским данным с 31 марта 1945 начальник Пхеньянского районного командования[172],  по российским данным в конце войны начальник отдела мобилизации дивизийного района г. Хейдзо[162]. С августа 1945 года в советском плену. Содержался на спецобъекте № 45 УМВД по Хабаровскому краю в г. Хабаровске. 16.12.1948 освобождён и 25.12.1948 репатриирован в Японию[122][172].
141. Сэнчи Онобара (煎茶 大宇奈原?), генерал-майор, начальник военного отдела г. Мукден. В августе 1945 г. взят в плен войсками Забайкальского фронта[122][162].
142. Сэя Хираку[яп.] (яп. 瀬谷啓, 3.10.1888—27.05.1954 1889 — ?) — генерал-лейтенант (2.10.1939), уволен в запас 31 августа 1940, с 8 апреля 1945 года командующий укрепрайоном Расон (см. Расинский десант), прикреплён к командованию континентальной железной дороги. С августа 1945 года в советском плену. В 1950 году передан властям Китайской Народной Республики. Покончил с собой 27 мая 1954 года в Маньчжурии[122][143][173][an].
143. Тада Тоси (多田利 ?) — генерал-лейтенант, главный военный советник императора Маньчжоу-Го. С августа 1945-го в советском плену[122].
144. Такадзава Юдзи (яп. 高沢雄二, 15.11.1894—15.03.1947) — генерал-майор юстиции (1.08.1944), с 29 октября 1943 начальник юридической службы 3-го фронта Квантунской армии. В августе 1945-го взят в плен войсками Забайкальского фронта[122]. Умер в советском плену 15 марта 1947[175]. Причина смерти — рак желудка. Захоронен на кладбище военнопленных Хабаровска[162][ao].
145. Такахаси Дзюдзо (яп. 高橋重三, 21.03.1890—24.08.1972) — генерал-майор (15.07.1938). В отставке с 30.04.1941. Вновь мобилизован 1 июня 1945, командирован в Квантунскую армию, начальник Харбинского отдела мобилизации[162]. С августа 1945-го в советском плену. Содержался на спецобъекте № 45 УМВД по Хабаровскому краю в г. Хабаровске. 16.12.1948 освобождён и 25.12.1948 репатриирован в Японию[122][177].
146. Такахаси Такаацу[яп.] (яп. 高橋隆篤 8.04.1888—24.09.(24.10.)1951) — генерал-лейтенант ветеринарной службы (1.12.1942), начальник ветеринарной службы Квантунской армии. В августе 1945 г. взят в плен войсками Забайкальского фронта. 30 декабря 1949 был осуждён на Хабаровском процессе на 25 лет, умер 24 сентября (октября) 1951 года от кровоизлияния в мозг в лазарете Лежневского лагеря военнопленных № 48 МВД СССР (с. Чернцы, Лежневский район, Ивановская область) в тюремной больнице[122][178]. Причина смерти — общий атеросклероз. Захоронен на кладбище лагеря для военнопленных № 48[162][ap].
147. Таки Нобору[яп.] (яп. 滝 昇, 6.02.1894—3.12.1984) — генерал-майор (10.06.1945), с 10 июля 1945 начальник авиационного арсенала Квантунской армии (или начальник Мукденского авиационного арсенала[182]). В августе 1945-го взят в плен войсками Забайкальского фронта. В 1950 году репатриирован в Японию[122][183].
148. Такигава Ясуносукэ (яп. 滝川保之助, 6.03.1896—18.10.1977) — генерал-майор (2.08.1943), с 1 марта 1945 начальник интендантской службы 3-го фронта Квантунской армии. В августе 1945-го взят в плен войсками Забайкальского фронта. В 1950 году репатриирован в Японию[122][184].
149. Такуми Хироси[яп.] (яп. 佗美 浩, 2.05.189—25.12.1970 ) — генерал-майор (1.12.940), с 1 августа 1944 в отставке, 31 марта 1945 снова мобилизован, тогда же стал командующим обороной округа Ранам (см. Сэйсинская операция (1945)), попал в советский плен, вернулся в Японию в апреле 1950 году[122][185][aq].
150. Такэсита Ёсихару[яп.] (яп. 竹下義晴, 9.04.1891—7.02.1979 ) — генерал-лейтенант (1 марта 1941), со 2 декабря 1944 в резерве, но призван вновь 20 января 1945, 20 января 1945 стал командиром 30-й дивизии, затем с 1 апреля 1945 командир дивизии Пхёнтхэк (Корея), командующий Сеульским военным округом (или командующий войсками Хейдзинского Военного округа[182]). 29.8.1945 взят в плен войсками 1-го Дальневосточного фронта в г. Хэйдзио. В плену до апреля 1950[122][186].
151. Танигучи Хапудзо (яп. 谷口初蔵, 25.03.1895—23.04.1975) — генерал-майор (1.03.1943), с 9 марта 1945	начальник отдела вооружения Квантунской армии (авиационного вооружения штаба Квантунской армии[182]). В августе 1945-го взят в плен войсками Забайкальского фронта. Содержался на спецобъекте № 45 УМВД по Хабаровскому краю в г. Хабаровске. В 1950 году репатриирован в Японию[122][187].
152. Татикава Таро (建川 太郎 ?, ?—30.12.1948) — генерал-майор, начальник отделения полицейской службы Гиринского железнодорожного управления. Умер в плену. Причина смерти — сахарный диабет. Захоронен на кладбище для военнопленных в Хабаровске[182].
153. Таяма Бундзи (яп. 田山文治,  13.01.1895—7.03.1958) — генерал-майор (1.03.1945), с 26 июля 1945 начальник связи Квантунской армии. В августе 1945-го взят в плен войсками Забайкальского фронта. В 1950 году репатриирован в Японию[122][188].
154. Томинага Кёдзи[яп.] (яп. 富永恭次, 2.01.1892—14.01.1960) — генерал-лейтенант (ноябрь 1941), с 24 февраля 1945 в резерве, с 1 мая 1945 в отставке, 5 июля 1945 вновь мобилизован, 16 июля назначен командиром 139-й дивизии 1-го фронта Квантунской армии. С августа 1945-го в советском плену. Осужден военным трибуналом, как организатор переброски разведчиков и диверсантов на территорию СССР. Вернулся в Японию в апреле 1955 года[122][189]. Сведения о реабилитации не обнаружены.
155. Томита Наобуцу Итару (яп. 富田 恭次, ?—15.12.1949) —  генерал-лейтенант японской армии, начальник губернского полицейского управления г. Харбин. Умер в плену. Причина смерти — хронический туберкулёз. Похоронен на кладбище специального госпиталя для военнопленных № 1893[182].
156. Убэ Ёцуо (яп. 宇部四雄, 21.12.1891—25.05.1982) — генерал-майор (1.03.1945), с 10 июля 1945 командир 131-й отдельной смешанной бригады 4-й отдельной армии Квантунской армии. С августа 1945-го в советском плену. В 1950 году репатриирован в Японию[190][191].
157. Удзихара Нобунори ? (1892—?) — генерал-майор, начальник штаба Главного жандармского управления[99]. Арестован 2 октября 1945 в г. Чаньчунь[192].  В 1950 году репатриирован в Японию[190].
158. Умэмура Токуро (яп. 梅村篤郎, 20.12.1888—октябрь 1960) — генерал-лейтенант, начальник Мукденской школы усовершенствования офицерского состава[182]. С августа 1945-го в советском плену. В 1950 году репатриирован в Японию[190][ar].
159. Усироку Дзюн (яп. 後宮 淳, 28.9.1884 — 24.11.1973) — генерал армии (17.08.1942), с 25 августа 1944 командующий 3-м фронтом Квантунской армии. С 21 августа 1945 года  в советском плену[195]. Содержался на спецобъекте № 30 УНКВД по Читинской обл. на ст. Молоковка, затем на спецобъекте № 45 УМВД по Хабаровскому краю в г. Хабаровске. 6 апреля 1950 арестован в лагере военнопленных. 28 июня 1950 года осуждён Военным трибуналом Приморского ВО по статье 58, п. 6 УК РСФСР на 25 лет ИТЛ[196]. Вернулся в Японию 26 декабря 1956 года[190]. Реабилитирован 3 ноября 1997 года[196][as].
160. Уэмура Микио[яп.] (яп. 上村幹男, 8.07.1892—23.03.1946[at]) — генерал-лейтенант (25.08.1941), с 23 марта 1945 командующий 4-й армией Квантунской армии. В августе 1945 интернирован. Содержался на спецобъекте № 45 УМВД по Хабаровскому краю в г. Хабаровске. 23 марта 1946 года (или 3.4.1946) покончил жизнь самоубийством в лагере под Хабаровском[190][197].
161. Уэсака Масару (яп. 上坂 勝, 22.05.1892—5.07.1982) — генерал-майор (10.06.1945).  11 мая 1945-го назначен командиром 53-й пехотной бригады 59-й пехотной дивизии. С августа 1945-го в советском плену. В 1950 году передан властям КНР[190][198].
162. Фудзита Сигэру[яп.] (яп. 藤田 茂) — генерал-лейтенант (март 1945), командующий 59-й дивизии 34-й армии 17-го фронта Квантунской армии. Взят в плен в Хамхыне, в июле 1950 передан КНР, содержался в Фушуньской тюрьме, в июне 1956 осуждён на 18 лет лишения свободы,  освобождён в сентябре 1957 года, в апреле 1958 года вернулся в Японию[190][199].
163. Фукуси Наоси (福士 直 ?, 1889 — ?) — генерал-майор японской армии, министр охраны железных дорог при правительстве Маньчжоу-Го[200]. С августа 1945 года в советском плену[190]. 6 апреля 1950 года арестован в лагере военнопленных УПВИ УМВД по Хабаровскому краю. 6 июня 1950 года осуждён Военным трибуналом войск МВД СССР ДВО по ст. 58-6 УК РСФСР (шпионаж) на 15 лет ИТЛ[201],  как "руководящий работник полиции"[190]. 3 ноября 1997 года реабилитирован по определению Военной Прокуратуры ДВО[201][au].
164. Фуруми Тадаюки[яп.] (яп. 古海忠之, 5 мая 1900—23 августа 1983) — помощник начальника департамента общих дел при правительстве Маньчжоу-Го. С августа 1945 года в советском плену. В 1950 году передан властям КНР[190], находился  в тюрьме Фушунь до  февраля 1963 г. В марте того же года он вернулся в Японию.
165. Фуруя Кэндзо (яп. 古屋健三, 7.02.1895—10.03.1957), генерал-майор (1.03.1944), с 16 июля 1945 начальник штаба 2-й воздушной армии Квантунской армии. В августе 1945-го взят в плен войсками Забайкальского фронта. Содержался на спецобъекте № 45 УМВД по Хабаровскому краю в г. Хабаровске. В 1950 году репатриирован в Японию[190][203].
166. Хамада Дзюносукэ (яп. 浜田十之助, 29.10.1890—25.07.1950) — генерал-майор (10.06.1945), с 10 июля 1945 командир 135-й отдельной смешанной бригады 4-й отдельной армии Квантунской армии. С августа 1945 года в советском плену. 4 июня 1949 года арестован УМВД по Хабаровскому краю в лагере военнопленных. 5 июля 1949 года осуждён Военным трибуналом войск МВД СССР ДВО по ст. 58-6 (шпионаж), 58-9 УК РСФСР  на 25 лет ИТЛ[204]. Умер в плену[190][205]. Причина смерти — кровоизлияние в мозг. Похоронен на кладбище для военнопленных в Хабаровске[200].  20 декабря 2000 года реабилитирован по заключению Военной Прокуратуры ДВО[204].
167. Хара Хироси (原 弘 ?, либо 原 寛?, 1894 — ?), генерал-майор, начальник штаба главного жандармского управления[206]. С августа 1945 года в советском плену. В 1950 году передан властям КНР[190][207].
168. Харада Сигэкити (яп. 原田繁吉, 10.01.1890—2.07.1952) — генерал-майор (10.06.1945), с 26 июля 1945 командир 133-й отдельной смешанной бригады 34-й армии 17-го фронта Квантунской армии. В августе 1945-го взят в плен войсками Забайкальского фронта в г. Чанчунь. В 1950 году репатриирован в Японию[190][208].
169. Харада Уитиро[яп.] (яп. 原田 宇一郎, 16.10.1890—3.02.1973) — генерал-лейтенант (1.08.1942), с 1 июня 1945 командующий 2-й воздушной армией Квантунской армии. В августе 1945-го взят в плен войсками Забайкальского фронта. Содержался на спецобъекте № 45 УМВД по Хабаровскому краю в г. Хабаровске. 7 апреля 1950 года арестован УМВД по Хабаровскому краю в лагере военнопленных. 3 июня 1950 года осуждён Военный трибунал ДВО по ст. 58-6 (шпионаж) УК РСФСР  на 25 лет ИТЛ[209], как "организатор переброски разведчиков и диверсантов на территорию СССР". Репатриирован в Японию 26 декабря 1956 года[190][210]. 3 ноября 1997 года реабилитирован по заключению Военной Прокуратуры ДВО[209].
170. Хасимото Тораносукэ[яп.] (яп. 橋本 虎之助, 6.06.1883—26.01.1952 ) — генерал-лейтенант (20.12.1933), после инцидента 26 февраля 1936 года ушёл в тень, так как считал себя ответственным за своих подчиненных, с 23 марта 1936 в резерве, с 6 июля 1936  в отставке. В конце войны президент палаты религиозных обрядов Маньчжоу-Го (начальник управления храмов и церемоний, товарищ председателя Государственного Совета[200]), арестован одновременно с императором Пу И. В августе 1945-го взят в плен войсками Забайкальского фронта в г. Чанчунь. Осужден военным трибуналом, как организатор переброски разведчиков и диверсантов на территорию СССР[190]. 25 января 1952 года умер в Хабаровске от болезни[13][211]. Причина смерти — общий атеросклероз. Захоронен на кладбище лагеря для военнопленных № 16[200].
171. Хата Хикосабуро[яп.] (яп. 秦 彦三郎, 1.10.1890—20.3.1959) — генерал-лейтенант армии (15.10.1941), с 7 апреля 1945 начальник штаба Квантунской армии. 20.08.1945 взят в плен войсками Забайкальского фронта. 26.07.1946 арестован органами военной контрразведки МГБ СССР. Осуждён военным трибуналом, как организатор переброски разведчиков и диверсантов на территорию СССР. 26 декабря 1956 г в качестве не амнистированного преступника передан властям Японии[190][212].
172. Хаяси Кодо (яп. 林 光道, 14.11.1889—8.03.1990), генерал-майор (10.06.1945), с 1 марта 1944 начальник 3-го завода Южно-Маньчжурского армейского арсенала (или директор порохового завода Квантунской армии[200]). С августа 1945 года в советском плену. Содержался на спецобъекте № 45 УМВД по Хабаровскому краю в г. Хабаровске. 16.12.1948 освобождён и 25.12.1948 репатриирован в Японию[190][213].
173. Хирамацу Гэничи (яп. 平松源一, 6.09.1890[av] — ?), генерал-майор медицинский службы (1.08.1942), с 1 марта 1944	начальник Мукденского санитарного склада Квантунской армии. В августе 1945-го взят в плен войсками Забайкальского фронта. В 1950 году репатриирован в Японию. 22 апреля 1950 вышел в отставку[190][215][aw].
174. Хирано Сеодзо (яп. 平野省三, 8.12.1890—10.02.1972) — генерал-майор (1.03.1945), с 1 марта 1943 командир 2-й инженерной группы в Маньчжурии (командир 2-й саперной бригады[200]). С августа 1945 года в советском плену. В 1950 году репатриирован в Японию[190][216][ax].
175. Хиросэ Хаями (яп. 広瀬速水, 13.05.1893[ay] — ?), генерал-майор медицинской службы, с  начальник санитарной службы 3-го фронта Квантунской армии. В августе 1945-го взят в плен войсками Забайкальского фронта. В 1950 году репатриирован в Японию[190][217].
176. Хитоми Ёити (яп. 人見与一, 21.01.1887[az]—29.01.1954) — генерал-лейтенант (1.08.1940). С 15 октября 1941 - в резерве, с 11 ноября 1941 - в отставке. 1 апреля 1945 вновь мобилизован и  с 16 июля 1945 командир 135-й пехотной дивизии 5-й армии 1-го фронта Квантунской армии. С августа 1945 года в советском плену. 7 апреля 1950 года арестован УМВД по Хабаровскому краю в лагере военнопленных. 3 июня 1950 года осуждён Военный трибунал ДВО по ст. 58-6 (шпионаж) УК РСФСР  на 20 лет ИТЛ[218], как "организатор переброски разведчиков и диверсантов на территорию СССР". Репатриирован в Японию 26 декабря 1956 года[190][219]. 3 ноября 1997 года реабилитирован по заключению Военной Прокуратуры ДВО[218].
177. Хонго Ёсио[яп.] (яп. 本郷 義夫, 20.03.1892—28.06.1962 ) — генерал-лейтенант армии (25 августа 1941), с 30 мая 1945 командующий 44-й армией 3-го фронта Квантунской армии. В августе 1945-го взят в плен войсками Забайкальского фронта. освобождён в апреле 1950 г[190][220].
178. Хори Югоро (堀 与五郎 ?, 1893 — ?), контр-адмирал, командующий морской базой г. Гензан[99]. 20.09.1945 взят в плен войсками 25-й армии 1-го Дальневосточного фронта. В 1950 году репатриирован в Японию[190].
179. Цуда Тамау (яп. 津田 賜, 24.06.1888[ba]—1.06.1952) — генерал-майор (10.06.1945), командир 22-й отдельной зенитно-артиллерийской бригады 3-го фронта Квантунской армии[190] (но по другим источникам с 14 июля 1944 командир оборонной команды Анзана, и более поздние места службы не указаны[221]). В августе 1945-го взят в плен войсками Забайкальского фронта. В 1950 году репатриирован в Японию[190][221].
180. Цуцуми Фусаки (яп. 堤 不夾貴, 3.03.1890—21.07.1959) — генерал-лейтенант (29.10.1943), командующий 91-й дивизией 5-го фронта Квантунской армии. 23.08.1945 взят в плен войсками 2-го Дальневосточного фронта на о. Шумшу в ходе Курильской десантной операции. В 1950 году репатриирован в Японию[190]. Скончался 21 июля 1959[190][222].
181. Цучия Ноодзиро (яп. 土谷直二郎, 5.01.1890—7.05.1948) — генерал-майор (1.08.1942), с 26 июля 1945 года командир 136-й смешанной бригады. Умер в плену. Причина смерти — воспаление мозга, пневмония. Похоронен на кладбище для военнопленных в Хабаровске[11][223].
182. Эндо Гисукэ (遠藤 義介 ?, 1889 — ?), генерал-майор, начальник Мукденской школы вооружения[11]. С августа 1945 года в советском плену. В 1950 году репатриирован в Японию[190].
183. Юй И Джи, китаец, генерал-лейтенант японской армии, помощник начальника штаба Кё-ва Кай[11].
184. Ямагата [имя?], (山県 ) — генерал-лейтенант, начальник Дайренского гарнизона[11].
185. Ямада Отодзо (яп. 山田 乙三, 6.11.1881—18.07.1965) — полный генерал армии (1.08.1940), главнокомандующий Квантунской армией (18.7.1944). 3.09.1945 взят в плен войсками Забайкальского фронта. Содержался на спецобъекте № 45 УМВД по Хабаровскому краю в г. Хабаровске, в декабре 1949 г. переведен в Хабаровский лагерь военнопленных № 50 МВД СССР. 30.12.1949 на был осужден на Хабаровском процессе на 25 лет. 27.2.1950 переведен для отбытия наказания в Лежневский лагерь военнопленных № 48 МВД СССР (с. Чернцы, Лежневский район, Ивановская обл.). В июле 1950 г. передан властям Китайской Народной Республики, где был осужден за военные преступления и содержался в военной тюрьме г. Фушунь. 22.2.1956 г. в соответствии с Постановлением ЦК КПСС «О досрочном освобождении военнопленного японского генерала Ямада» помилован. 6 июня 1956 года репатриирован в Японию[190][224].
186. Ямада Тэцудзиро (яп. 山田鉄二郎, 19.02.1888—14.09.1976) — генерал-лейтенант (1.03.1941), с 1 августа  1942 в резерве, с 31 августа 1942 в отставке, когда вновь мобилизован неизвестно. В 1945 начальник Маньчжурского юнкерского училища. С августа 1945 года в советском плену. В 1950 году репатриирован в Японию[190][225].
187. Ямазаки Макото (Сейчиро) (山崎真 ?[bb] 1906 — ?), генерал-майор, начальник полицейского департамента уездного управления г. Кинсю.  С августа 1945 года в советском плену. В 1950 году репатриирован в Японию[190].
188. Ямамото Цутому[яп.] (яп. 山本 務, 8.11.1890—8.09.1973) — генерал-лейтенант (15.10.1941). Со 2 декабря 1944 в отставке, 20 января 1945 вновь мобилизован. С 16 июля 1945 командир 138-й пехотной дивизии 30-й армии 3-го фронта Квантунской армии. В августе 1945-го взят в плен войсками Забайкальского фронта[190][227].
189. Янаги Исаму (яп. 柳 勇, 27.10.1891—3.11.1989), генерал-майор (2.08.1943), с 30 апреля  1945 начальник Тойохарского полкового участка. С августа 1945 года в советском плену. В 1950 году репатриирован в Японию[190][228].
190. Янагита Гэндзо (яп. 柳田 元三, 3.01.1893—7.10.1952) — генерал-лейтенант (1.12.1942), с 1944 г. начальник гарнизона г. Порт-Артур, с 1945 г. командующий Силами обороны Квантунской области. В августе 1945-го  взят в плен войсками Забайкальского фронта. Арестован органами военной контрразведки СМЕРШ. Осужден военным трибуналом, как организатор переброски разведчиков и диверсантов на территорию СССР. 7.10.1952 умер в лагере военнопленных. Причина смерти — отёк мозга, кремирован в Москве[190][229].
191. Янасэ Коодзабуро (柳瀬 浩三郎, 梁瀬 浩三郎 ?, 1895 — ?), генерал-майор,  начальник интендантского отдела Военного министерства. С августа 1945 года в советском плену. Содержался на спецобъекте № 45 УМВД по Хабаровскому краю в г. Хабаровске. 16.12.1948 освобождён и 25.12.1948 репатриирован в Японию[190].
192. Яно Сейичи (яп. 矢野誠一, 3.03.1896—27.12.1971), генерал-майор (1.08.1944), с 1 марта 1943 начальник интендантского отдела 3-й армии.  С августа 1945 года в советском плену. В 1950 году репатриирован в Японию[190][230].
193. Яцу Айсабуро (яп. 谷津愛三郎, 21.07.1890[bc]—4.01.1960), генерал-майор (25.08.1941), начальник Синьцзинского полкового участка[190], в других источниках указано, что с 25 августа 1941 до сентября 1945 командир пехотной группы 22-й дивизии[231].  С августа 1945 года в советском плену. В 1950 году репатриирован в Японию[190][231].

## Высшие офицеры армий союзников Японии
1. Ван Гуан Ин (кит. 王光寅, ?—?), китаец, генерал-лейтенант, генерал-майор маньчжурской армии, начальник юридического отдела штаба 2-го Военного округа[10][232].
2. Ван Цзи Ю[кит.] (кит. 王之佑, 18 марта 1892—1985), китаец, генерал армии, командующий 1-м военным округом армии Маньчжоу-Го. В августе 1945 г. взят в плен войсками Забайкальского фронта[30][233]. Передан КНР, амнистирован в 1961 году[bd].
3. Ван Цзя-Шань[кит.] (кит. 王家善, 1903—23 января 1979), китаец, генерал-майор маньчжурской армии (1.03.1942), начальник штаба 7-го Военного округа[10][234]. В мае-сентябре 1932 участвовал в антияпонском движении, пытался сформировать Третью армию (колонну) Антияпонской добровольческой армии Хэйлунцзяна, был известен как командир Лю (по фамилии своей бабушки). В декабре 1933 начал учиться в Японском военном университете. При капитуляции Японии пытался сотрудничать с Советской армией, но был заключён в лагерь для военнопленных в Цзямусы, откуда сбежал в свой родной город. Воевал на стороне Гоминьдана. 26 февраля 1948 года вместе с личным составом перешёл на сторону НОАК.
4. Ганжуржаб или Ган Чжур Чжан (1903—1971), монгол, генерал-лейтенант армии Мэнцзяна, командующий 9-м военным округом, бежал, бросив армию, взят в плен войсками Забайкальского фронта в г. Мутулин, передан КНР, содержался в Фушуньской тюрьме до 1960 года[30].
5. Гармаев Уржин Гармаевич (1889, с. Тогото, Красноярский уезд, Забайкальская обл., Российская империя — 13.3.1947, Москва, СССР), бурят, генерал-лейтенант армии Маньчжоу-го (1938). 31.8.1945 сдался в плен советским оккупационным войскам в г. Чаньчунь. расстрелян 13 марта 1947 года в Москве по приговору Военной коллегии Верховного Суда СССР, 23 июня 1992 года реабилитирован[30].
6. Го Вэнь Лин[кит.] (кит. 郭文林, 1906—5.09.1969) — монгол, генерал-лейтенант Маньчжурской армии, командующий 10-м военным округом армии Маньчжоу-Го, захвачен 12 августа 1945 года войсками Забайкальского фронта в окрестностях Шинхэна, в 40 км юго-восточнее Хайлара[4][30][235]. В июле 1950 года передан властям КНР, помещён в Фушуньскую тюрьму. В декабре 1959 года амнистирован. После этого  жил в Хух-Хото.
7. Гуан Чен-Чжень, генерал-лейтенант маньчжурской армии, командующий войсками 2-го Военного округа[31].
8. Данчжин[31] (Данбии) Сурун (?), генерал-лейтенант[30] (генерал-майор[31]) маньчжурской армии, командир 7-й кавалерийской дивизии армии Внутренней Монголии. В августе 1945 г. взят в плен войсками Забайкальского фронта в г. Чжанбей[30].
9. Жодовжав  (1873 или 1877—1945), монгол, генерал-лейтенант Китайской республики, в августе 1945 взят в плен во время советского наступления в Маньчжурии, передан властям МНР, скончался в том же году в тюрьме.
10. Жень Гуан Ин, китаец, генерал-майор маньчжурской армии, начальник штаба 3-го Военного округа[31].
11. Ли Вен Лун (кит. 李文龙, ?—?) китаец, генерал-лейтенант маньчжурской армии (3.03.1941), командующий войсками 4-го военного округа[30][be].
12. Лю Бин, китаец, генерал-майор маньчжурской армии, командир 3-й пехотной бригады[86]
13. Лю Сянь Лян, генерал-майор маньчжурской армии, командир 17-й пехотной бригады[86].
14. Люй Мон Лин, китаец, генерал-майор маньчжурской армии, начальник связи 2-го Военного округа[86].
15. Люй Хен, (吕 衡? ) генерал-лейтенант маньчжурской армии, командующий войсками 7-го Военного округа[86]
16. Пак-Пен-Ду, кореец, генерал-лейтенант, начальник военной подготовки[143].
17. Си Ця (18.10.1883 г. Мукден, Китай — 1950, г. Фушунь, КНР), генерал-лейтенант, министр внутренних дел правительства Маньчжоу-Го. В августе 1945 г. взят в плен советскими войсками. В 1950 г. передан властям Китайской Народной Республики и заключен в тюрьму для военных преступников в г. Фушунь. В 1950 г. умер в заключении[30].
18. Син Шилянь[яп.] (邢士廉), китаец, полный генерал маньчжурской армии, военный министр Маньчжоу-го, 31 июля 1950 года передан КНР, заключён в Фушуньскую тюрьму, умер в тюрьме от болезни 17 марта 1954 года.
19. Сэн Чжун, генерал-майор маньчжурской армии, начальник санитарного управления 2-го Военного округа[162].
20. Сян Цзюн, китаец, генерал-майор маньчжурской армии, начальник санитарного отдела Военного округа[162].
21. Сяо Юй Шин, китаец, генерал-майор маньчжурской армии, начальник штаба 2-го Военного округа[162].
22. Тун Хин, (佟 衡?) китаец, генерал-майор маньчжурской армии, начальник штабного отдела Военного министерства[182].
23. У Гао Дуй, (吴国贵 ?) китаец, генерал-майор маньчжурской армии, начальник Сунгарийского военно-речного училища[182].
24. Фу Жун Шань, китаец, генерал-майор маньчжурской армии, командир 12-й пехотной бригады 8-й армии[182].
25. Хан Чен Цу,  генерал-майор маньчжурской армии, начальник ветеринарного отдела 6-го Военного округа[200][206].
26. Цан Чжин Чан, генерал-майор маньчжурской армии, командир 25-й пехотной бригады[200].
27. Цао Бинь Сэнь, китаец, генерал-лейтенант маньчжурской армии, командующий Сунгарийской военной речной флотилией[200].
28. Цзан Ши И, китаец, генерал-лейтенант в отставке, председатель правительственного совета Маньчжоу-Го[200].
29. Цзи Син, китаец, полный генерал маньчжурской армии в отставке главный распорядитель при дворе Пу И (хранитель печати)[11][200].
30. Цзин Мин Ши, китаец, генерал-майор японской армии в отставке, министр народного благополучия Маньчжоу-Го[11].
31. Цзан Шии (臧式毅, 1884, г. Мукден, Китай — 13.11.1956, г. Фушунь, КНР), китаец, генерал, позднее политик, 30.8.1945 арестован сотрудниками военной контрразведки СМЕРШ Забайкальского фронта в г. Синьцзине. В 1950 году экстрадирован в КНР, где был помещён в Фушуньскую тюрьму. 13 ноября 1956 года скончался в заключении[30].
32. Чан Дзи Оян (?), генерал, командир 41-й пехотной дивизии армии Маньчжоу-Го. В августе 1945 г. взят в плен войсками Забайкальского фронта[30].
33. Чан Дзи Сян (?), генерал-майор  маньчжурской армии, командир 4-й пехотной бригады армии Маньчжоу-Го. В августе 1945 г. взят в плен войсками Забайкальского фронта в г. Чанчунь[30][236].
34. Чан Чжен Чан (?), генерал-майор, командир 25-й пехотной бригады армии Маньчжоу-Го. В августе 1945 г. взят в плен войсками Забайкальского фронта в г. Чанчунь[30].
35. Чжан Ин Фу, китаец, генерал-майор маньчжурской армии, командир 2-й пехотной бригады[11].
36. Чжан Цзинхуэй (张景惠, 1871, г. Аньшань — 1.11.1959 г. Фушунь, КНР), генерал армии, с 21.5.1935 премьер-министр Маньчжоу-го, 22 августа 1945 арестован, в 1950 году передан КНР, заключён в Фушуньскую тюрьму, умер от сердечной недостаточности в тюрьме 11 января 1959 года[30][237].
37. Чжан Юй-Лунь, генерал-майор маньчжурской армии, командир 7-й пехотной бригады[11].
38. Чжао Вэй, китаец, генерал-майор маньчжурской армии, начальник штаба 8-го Военного округа[11].
39. Чжао До-Лу, генерал-лейтенант маньчжурской армии, командующий войсками 8-го Военного округа[11].
40. Чжао Цзин Чан, китаец, генерал-майор маньчжурской армии, командир эскадры Сунгарийской военной речной флотилии[11].
41. Чжао Цю Хан, генерал-лейтенант маньчжурской армии, командующий войсками 3-го Военного округа[11].
42. Чжоу Та Лу, китаец, генерал-лейтенант маньчжурской армии, командующий войсками 8-го Военного округа[11].
43. Чжэн Чжур Жаб[яп.][4], монгол, младший брат Ганжуржаба, генерал-майор армии Маньчжоу-го, начальник штаба 10-го военного округа армии Маньчжоу-Го, поднял восстание, призвав монголов убивать японских офицеров, сдался советским войскам 13 августа 1945, в лагере под Хабаровском, в августе 1950 года передан КНР, заключен в Фушуньскую тюрьму, освобождён 28 ноября 1960 года по второй амнистии, интернирован во время Культурной революции, в середине ноября 1967 года покончил жизнь самоубийством[11][30].
44. Ю Дао Лин, генерал-майор маньчжурской армии, начальник штаба 11-го Военного округа[11].
45. Юй Цзин Тао, генерал-лейтенант маньчжурской армии, министр труда правительства Маньчжоу-Го[99].
46. Ямазаки Цумору, Ватару (山崎 募?,山崎 渡? ?—?), японец, генерал-майор маньчжурской армии (подполковник японской армии), начальник железнодорожного штаба г. Хусим.[11].
47. Ян Цун У, генерал-майор маньчжурской армии, командир 22-й смешанной бригады[238].

## Лица, приравненные к генеральскому званию по занимаемым должностям
1. Айсиньцзюэло Пу И, маньчжур, император Маньчжоу-Го[238].
2. Айсиньцзюэло Юй Тан, маньчжур, племянник императора[238].
3. Гапло Жуань Юань, монгол, советник двора императора Маньчжоу-Го. Его приравняли к генералам по занимаемой должности[4][30][238].
4. Гу Цы Хан, китаец, министр путей сообщения правительства Маньчжоу-Го[238].
5. Лу Юань Шань, китаец, министр народного просвещения Маньчжоу-Го[238].
6. Люи Люн Хуан (? — СССР), посланник Маньчжоу-Го в Китае. В августе 1945 г. взят в плен советскими войсками. Умер от гипертонии и сердечной астмы[30]. Похоронен на кладбище для военнопленных в Хабаровске[238].
7. Мураи Яносукэ (村井 ), японец, генерал-губернатор провинции Бэйань[238].
8. Мурата Сейдзо, японец, начальник управления Лундзянской провинции Маньчжурии[238].
9. Оцу Тосио (яп. 大津敏男, 26 октября 1893 — 27 декабря 1958), губернатор Южного Сахалина. С августа 1945 года в советском плену. В 1950 году репатриирован в Японию[122][239].
10. Симомура Нобусада (яп. 下村信貞 1889—?) — вице-министр иностранных дел Маньчжоу-Го. С августа 1945 года в советском плену. Осужден военным трибуналом[122][240].
11. Сэзаки Кийоси, японец, заместитель губернатора (должность соответствует званию генерал-майор японской армии)[238].
12. Такебэ Рокузоо (кит. 竹内泽黑池, 1893 — ?[241]) — японец, правитель общих дел (премьер-министр) правительства Маньчжоу-Го (или начальник департамента общих дел правительства Маньчжоу-Го[238][242]). С августа 1945-го в советском плену. В январе 1946 г. отобран свидетелем обвинения от СССР для Международного военного трибунала в г. Токио. 13.8.1946 доставлен в Японию для участия в Токийском трибунале (3.5.1946 — 12.11.1948). 23.11.1946 по завершении судебного процесса возвращен в СССР. В начале 1950 г. передан властям Китайской Народной Республики, где был осужден за военные преступления и приговорен к 25 годам тюремного заключения. В 1956 году в качестве не амнистированного военного преступника передан властям Японии и освобождён[122].
13. Фаруми Тадаюки, японец, помощник начальника департамента общих дел правительства Маньчжоу-Го[242].
14. Хосико Тосио, японец, японский советник 2-го ранга, начальник главного полицейского управления Маньчжоу-Го[242].
15. Хуан Фу Цюнь, китаец, министр земледелия правительства Маньчжоу-Го[242].
16. Чжан Бин Чжен, китаец, помощник начальника жандармской школы в Гирине[242].
17. Чжан Шао Зи, китаец, сын премьер-министра правительства Маньчжоу-Го[242].
18. Юань Чжан До, китаец, министр иностранных дел правительства Маньчжоу-Го[242].
19. Юй Цзин Юань, китаец, подполковник в отставке, министр финансов правительства Маньчжоу-Го[242].
20. Ян Чунь Фу, китаец, министр юстиции правительства Маньчжоу-Го[242].

### Рекомендуемые источники
- Боевое донесение командующего войсками 1-го Дальневосточного фронта главнокомандующему советскими войсками на Дальнем Востоке о ходе разоружения Квантунской армии, 29.8.1945.
- Приказ Министра внутренних дел СССР о репатриации военнопленных генералов бывшей японской армии, 16.12.1948.
- Список военнопленных генералов бывшей японской армии, подлежащих передаче Центральному народному правительству Китайской Народной Республики, 20.3.1950.
- Список умерших японцев, захороненных на кладбище в селе Чернцы, Лежневского района, Ивановской области, 14.7.1959.
- Список японских и маньчжурских генералов, плененных войсками Забайкальского фронта за период с 9.8 по 10.9.45 года, 13.9.1945.
- Журнал боевых действий войск 1-го Дальневосточного фронта за август месяц 1945 г.

## Комментарии
1. ↑  Список, составленный С. В. Карасёвым основан на следующих документах: 
  - Государственный архив Российской федерации (ГА РФ). Ф. 9401, он. 2, д. 98, л. 282-283; д. 134, л. 266, 270, 283; д. 269, л. 11-15,165-167, 202, 370;
  - Российский государственный военный архив (РГВА). Ф. 1а, оп. 34, д. 10, л. 1; Ф. 1/п, оп. 19т, д. 6, л. 38-39, 41а; Ф. 463/п, оп. 1а, д. д. 431, 432, 442, 448-496, 498-650, 656-663;
  - Центральный архив Министерства обороны РФ (ЦАМО РФ). Ф. 210, оп. 3116, д. 250, л. 25-26; Ф. 234, оп. 3213, д. 422, л. 9-11;
  - Архив РУ ФСБ по ЧО. Дело № 222, л. 1-23, 25-40, 45, 47, 99-145;
  - Архив УВД ВО. Ф. 10, арх. д. №№ 3250, 3093;
  - Архив ИЦ ХК. Ф. № 13, оп. 0021, л. 25;
  - Архив музея Учреждения ОД-1/Т2;.
  - Органы государственной безопасности в Великой Отечественной войне. В 8 т. Т. 2, кн. 1.22 июня-31 августа 1941 года. - М.: Русь, 2000. - С. 321-322.
2. ↑  В списке С. В. Карасёва упомянут дважды: под № 5 Аникус Шун[10] и под № 225 Шун Акисука[11].
3. ↑  В одном из японских источников дата смерти указана иная — 8 июня 1949[12], но это противоречит другим источникам[13][14].
4. ↑  В списке С. В. Карасёва упоминается дважды: на стр. 330  под № 4 "Акияма Хиидзу, японец, генерал-майор японской армии, командир 1-й Маньчжурской дивизии"[10] и на стр. 336 под № 121 "Окияма Хиидзиву, японец, генерал-майор японской армии, командир 1-й пехотной дивизии маньчжур"[17]. Возможно, речь идёт о Акияме Кюзо, англ. Akiyama Kyūzō, яп.  秋山久三, годы рождения у них совпадают, но не совпадают последние места службы[18].
5. ↑  В списке С. В. Карасёва данные об Ано Ясумити приведены с искажением фамилии и имени, как "Оно Ясумаса, японец, генерал-майор японской армии, командир 1-й танковой бригады". Индентифицирован по последнему месту службы и созвучию фамилии и имени[17].
6. ↑  В русских источниках разночтение, в одном имя приведено как  "Арима Торао"[16], в другом — "Арима Тарао"[22].
7. ↑  Возможны и другие транскрипции этой фамилии Адзуми, Атами: «Словарь чтений японских имён и фамилий», идентифицирован по совпадению имени, года рождения и места службы (Мукден) в конце войны.
8. ↑  В японских источниках есть сведения о Гото Сичиро[яп.] генерале-майоре, армейском хирурге, специалисте по язве желудка и двенадцатиперстной кишки, но Гото Сичиро другой год рождения — 1881, с 1942 года он был в отставке, и нет никаких сведений, что он мог  оказаться в Маньчжурии в конце войны.
9. ↑  Во многих русских источниках этот генерал-майор назван на русский манер Иваном Бунго так, как если бы "Иван" было имя, а "Бунго" — фамилия, созвучная с русско-немецкой "Бунге"[34][36][37]. В действительности "Бунго" — японское личное имя. В списке С. В. Карасёва место службы иное — "начальник штаба Сунгарийской армии"[31].
10. ↑  Согласно одному из источников последнее известное место службы Иноуэ Фумио иное: начальник офицерской службы 30-й армии 3-го фронта Квантунской армии[7]. Подтверждения этому не найдены.
11. ↑  В списке С. В. Карасёва идентичная информация об этой персоне повторена дважды на стр. 331 под № 37[31] на стр. 332 под № 38[49].
12. ↑  В списке С. В. Карасёва упоминается дважды: под № 27 как "Идзэки Дзюн, японец, генерал-лейтенант японской армии, командир 134 пехотной дивизии"[31], и под № 43 как "Исэки Мицура, японец, генерал-лейтенант японской армии, командир 134 дивизии"[49], так как именно Исэки Мицуру стоял во главе этой дивизии в конце войны можно предположить, что Идзэки это искаженная траснслитерация имени Исэки, как расшифровфвается "Дзюн" - неясно.
13. ↑  В списке С. В. Карасёва транскрипция имени и фамилии существенно иная Кавасиба Киисси, идентифицирован по последнему месту службы[49].
14. ↑  В списке С. В. Карасёва сходная информация об этой персоне повторена дважды на стр. 332 под № 50 "Кадзицука Рюдзи, японец, генерал-лейтенант японской армии, начальник санитарного управления армии"[49] на стр. 333 под № 69 "Кудзицука Рудзи, японец, генерал-лейтенант японской армии, начальник санитарной службы Квантунской армии"[58].
15. ↑  В списке С. В. Карасёва идентичная информация об этой персоне повторена еще раз на той странице под  № 54 с искаженной транскрипцией фамилии "Канэяма Риндзи, японец, генерал-майор японской армии, помощник начальника военной школы в г. Мукден.[49].
16. ↑  В списке С. В. Карасёва транскрипция имени и фамилии существенно иная — Канаори Сидзиро, идентифицирован по последнему месту службы[49].
17. ↑  В списке С. В. Карасёва под № 49 фамилия этого генерала приведена с опечаткой, а имя в иной транскрипции - Кота Рютаро[49].
18. ↑  В списке С. В. Карасёва сходная информация об этой персоне повторена еще раз на другой странице под  № 55 с иной транскрипцией фамилии "Камацу Мисао, японец, генерал-майор японской армии, начальник радиоотдела Квантунской Армии[58].
19. ↑  Возможно, речь идёт генарал-майоре Кубота Такеджиро (яп. 窪田武二郎, 1891-1970), последнее место службы которого командир 11-го независимого соединения[78].
20. ↑  В российском источнике назван Курибаси  Ясумоса яп. 栗林 保正, но однозначно идентифицируется по последнему месту службы[7]. У Курихаши Ясумасы в двух разных источниках разные даты смерти — либо 3.04.1965[80], либо 3.04.1967[81]
21. ↑  В списке С. В. Карасёва приведена иная транскрипция Кусибури Сейити[86]
22. ↑  В списке С. В. Карасёва ошибочно обозначен как вице-адмирал маньчжурской армии[86]
23. ↑  В российских источниках дата рождения иная — 1888[7][96], но идентификация подтверждается по совпадению имени, фамилии, чина и последнего места службы[94][95].
24. ↑  В списке С. В. Карасёва сходная информация об этой персоне повторена дважды на под № 100 "Нака Тадахико, японец, генерал-майор японской армии, начальник военно-учетного отдела района Сингасю" и там же ниже под № 105 как о "Накао Тадахико, японец, генерал-майор японской армии, начальник отдела воинской повинности Квантунской армии"[101].
25. ↑  В списке С. В. Карасёва информация об этой персоне приведена под № 106, а под № 107 идёт "Накаяма, японец, генерал-лейтенант японской армии, командир 163-й дивизии, по-видимому, разночтение возникло из-за опечатки в номере дивизии[101]. Упоминаний японской дивизии под № 163 в истории второй мировойвойны обнаружить не удалось.
26. ↑  В списке С. В. Карасёва информация об этой персоне с очевидной опечаткой - Нивасаки Сокита[101].
27. ↑  С. В. Карасёв приводит другую дату смерти — 24 мая 1947[17].
28. ↑  В российских источниках дата рождения иная — 1887[122], но идентификация подтверждается по совпадению имени, фамилии, чина и последнего места службы[123][124].
29. ↑  В российских источниках упоминается как Обата Митинори[17][122][130], но идентификация подтверждается по совпадению имени, даты рождения, чина и последнего места службы[123][124].
30. ↑  В японских источниках есть данные о генерал-майоре  Онобара Сейичи (англ. Onobara, Seiichi, яп. 小野原诚一, 22.01.1886(1887)—4.06.1956), но кроме фамилии не совпадает  последнее место службы — начальник Мукденского военного управления[134][135], а дата рождения в одном случае не совпадает 22.01.1886[134], а в другом совпадает 22.01.1887[135].
31. ↑  В русских источниках иная дата рождения — 1899[122][136].
32. ↑  В русских источниках иная дата рождения — 1889[122]. В японских источниках написание имени и фамилии несколько иное — Оосава Тораи[138][139]
33. ↑  В списке С. В. Карасёва ошибка в транскрипции — 141. Сатара Мицума, японец, генерал-майор японской армии, начальник Рананского дивизионного участка[143]
34. ↑  В списке С. В. Карасёва иная транскрипция — Сато Есио, Масаеси[143]
35. ↑  В списке С. В. Карасёва приведены неполные (вследствие опечатки) данные: 140. Кита, японец, генерал-лейтенант японской армии, командир 9-й танковой бригады, (при этом № 139 Сасаки Тоити, а № 141 Сатара Мицума, то есть фамилия номера между ними должна начинаться на "С")[143]. В списке в интернете "Японские генералы в советском плену, 1945—1956. Часть II" приведены данные: "Сауса (так в документе, точных данных установить не удалось), генерал-майор, командир 9-й отдельной танковой бригады Квантунской армии. В августе 1945 г. взят в плен войсками Забайкальского фронта в г. Сыпингай"[122]. Так как японские источники определённо указывают, что в августе 1945 отдельную танковую 9-ю бригаду возглавлял полковник Сакита Такэши яп. 佐北武[149] мы относим эту информацию к нему, неясно был ли он к моменту пленения повышен в звании?
36. ↑  Согласно японским источникам генерал-майор Сато Сугуру  (8.07.1896—18.08.1945), начальник штаба отдела снабжения Квантунской армии, был убит 18 августа 1945[154][155]. Либо в японских источниках допущена ошибка, либо именем генерала назвался кто-то другой, и именно он репатриирован в Японию в 1950 году. В списке С. В. Карасёва та же персона названа иначе — Сато Игуру, но должность совпадает с таковой у Сугуру — "начальник отдела снабжения Квантунской армии"[143], то есть речь идет о том же человеке.
37. ↑  В русских источниках дата рождения иная — 1893 год[122][158].
38. ↑  В русских источниках дата рождения иная — 1888 год[122][158].
39. ↑  В списке С. В. Карасёва приведено другое имя  — Сиодзава   Сэйити, но должность совпадает — "командир 119 пехотной дивизии"[162], то есть речь идет о том же человеке.
40. ↑  В русских источниках дата рождения иная — 1889 год[122][174].
41. ↑  В из русских источниках транскрипция варьирует Токодзава Эюдин[122], либо Токодзава Людин[176] и Такадзава Юудзи[162], индентифицирован по фамилии и месту службы.
42. ↑  В одном из русских источников дата смерти иная — 24.10.1951[122]. Так как японские источники[178][179][180][181], также восходят к какому-то русскому сообщению — возможна опечатка либо в одном, либо в другом случае.
43. ↑  В списке С. В. Карасёва подряд под 174 и 175 идут — "Такуми Сокити, японец, генерал-майор японской армии, начальник Рананского гарнизона" и "Такуми Хироси, японец, генерал-майор японской армии, начальник Рананского военного отдела."[182]. Идентичность фамилий и места службы дают основания предположить, что речь идёт об одном лице.
44. ↑  В японских источниках нет данных о производстве в генерал-лейтенанты и  сказано, что генерал-майор (1.03.1938) Умэмура Токуро с 1 августа 1940 года находился в резерве, а с 31 августа того же года в отставке[193][194]. Он мог быть мобилизован, как и многие другие, летом 1945-го, но об этом нет данных. В списке С. В. Карасёва ошибочная транскрипция — Умэмура Токого[182].
45. ↑  В списке С. В. Карасёва ошибка — под № 21 сведения приведены так, будто Дзюн — фамилия, а Усироку — имя[31]
46. ↑  В русском источнике дата смерти иная — 3 апреля 1946[190].
47. ↑  В списке сайта Generals.dk содержатся данные об умершем в плену генерал-майоре Фукучи Харуо  (яп. 福地 春男, 30.03.1899—9.12.1953) — генерал-майор (10.06.1945)[202].
48. ↑  В русских источниках дата рождения иная — 1892[190][214].
49. ↑  В списке С. В. Карасёва информация об этой персоне под  № 58 с иной транскрипцией фамилии и имени  "Кирамацу Гэнити, японец, генерал-майор японской армии, начальник санитарного склада Квантунской армии.[58].
50. ↑  В списке С. В. Карасёва транскрипция имени существенно иная: Харано Сиодзо[17].
51. ↑  В русских источниках дата рождения иная — 1903[190].
52. ↑  В русских источниках дата рождения иная — 1888[190][218].
53. ↑  В русских источниках дата рождения иная — 1889[190].
54. ↑  Распространённое японское имя "Макото", если судить только по сайту "The Generals of WWII", обозначается не менее чем 10 разными иероглифами и их сочетаниями: "真", "真琴", "誠", "瑛", "信", "命", "亮", "惇", "良", "眞"[226].
55. ↑  В русских источниках дата рождения иная — 1889[190].
56. ↑  В списке С. В. Карасёва информация повторена дважды: под № 12 как "Ван Цзин-Ю, генерал-майор маньчжурской армии, командующий войсками 1-го Военного округа", под № 14 как "Ван Чжи Ю, китаец, полный генерал маньчжурской армии, командующий войсками 1-го Военного округа"[10]. Совпадение фамилии и места службы, созвучие имён дают основание утверждать, что это одно и то же лицо.
57. ↑  В списке С. В. Карасёва транскрипция имени иная — Ли Вей Лун, идентифицирован по последнему месту службы[86].